# Bhagavatapurana
Das Bhagavatapurana (Sanskrit, भागवतपुराण, Bhāgavata-Purāṇa) ist eine der heiligen Schriften des Hinduismus nach vishnuitischer Prägung.

„ॐ नमो भगवते वासुदेवाय
जन्माद्यस्य यतोऽन्वयादितरतश्चार्थेष्वभिज्ञः स्वराट् तेने ब्रह्म हृदा य आदिकवये मुह्यन्ति यत्सूरयः
तेजोवारिमृदां यथा विनिमयो यत्र त्रिसर्गोऽमृषा धाम्ना स्वेन सदा निरस्तकुहकं सत्यं परं धीमहि“

„om̐ namo bhagavate vāsudevāya
janmādyasya yato'nvayāditarataścārtheṣvabhijñaḥ svarāṭ tene brahma hṛdā ya ādikavaye muhyanti yatsūrayaḥ
tejovārimṛdāṁ yathā vinimayo yatra trisargo'mṛṣā dhāmnā svena sadā nirastakuhakaṁ satyaṁ paraṁ dhīmahi“

„Möge unsere Ehrerbietung Vasudeva gelten – dem Ursprünglichen und Glücklichen.
 Er, der immerzu Gegenwärtige, übermittelte das vedische Wissen dem Herzen des Erstgeschaffenen Brahma, damit er es in vollkommener Freiheit rückbesinnt.
Selbst erleuchtete Seelen befinden sich über Ihn in Illusion, so wie Wasser das Feuer der Sonne vernebelt. Verblendet durch die Wirkungsweisen der materiellen Natur erscheint ihnen die Welt der Fakten als gegeben. Ich meditiere über Ihn, dem Selbstzufriedenen, dem Inbegriff transzendentaler Wahrheit frei von Täuschung.“

## Etymologie

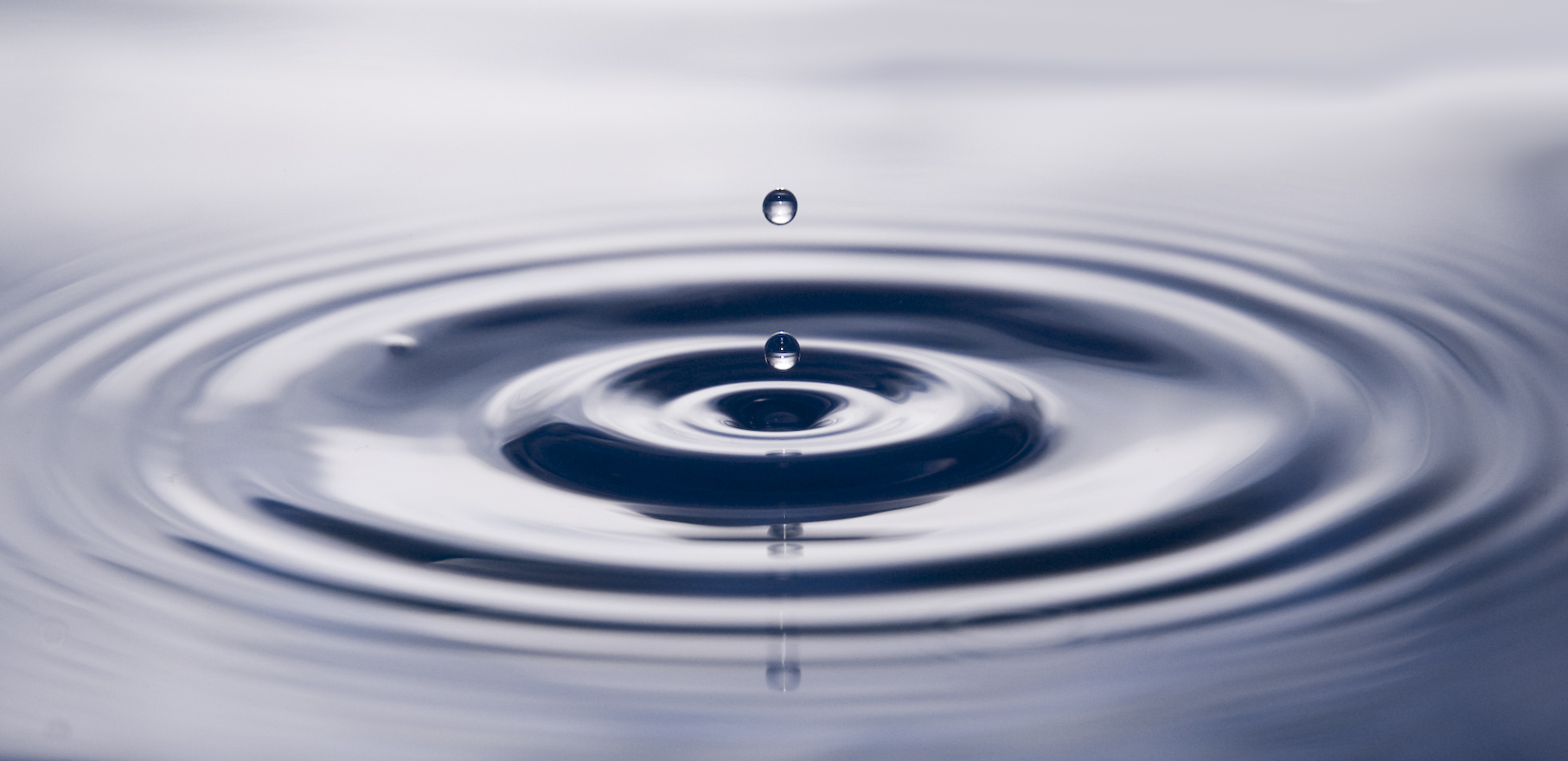
Doppelter Wassertropfen

Das Bhagavatapurana, in etwa: „Das alte Buch von Gott“, wird auch als Srimad Bhagavatam, Srimad Bhagavata Mahapurana oder einfach nur als Bhagavata bezeichnet. Ein Bhagavata (bhāgavata – भागवत) ist ein Verehrer Vishnus. Bhagavata leitet sich seinerseits von Bhagavan (भगवान्) ab – einer Anrede Gottes. Gemeint ist Krishna, der Avatara Vishnus und die transzendentale, ursprüngliche Persönlichkeit Gottes. Purana (पुराण) hat vorerst die Bedeutung altertümliche oder traditionelle Überlieferung. Purana kann aber auch aus pūraṇam (Ergänzung, Vervollständigung) bzw. aus dem Adjektiv pūrṇa (पूर्ण) mit der Bedeutung vollständig oder komplett abgeleitet sein. Srimad oder Srimat (śrīmat – श्रीमत्) ist ein religiöser Ehrentitel mit der Bedeutung strahlend, heilig, prächtig oder ruhmreich (von श्री – Reichtum). Die Nachsilbe mat (मत्) kann mit -besitzend, -habend umschrieben werden und ist somit ein Possessivum (nicht zu verwechseln mit mata (मत) – Religion). Maha (von महत्) meint großartig, umfangreich, enorm.

## Überblick

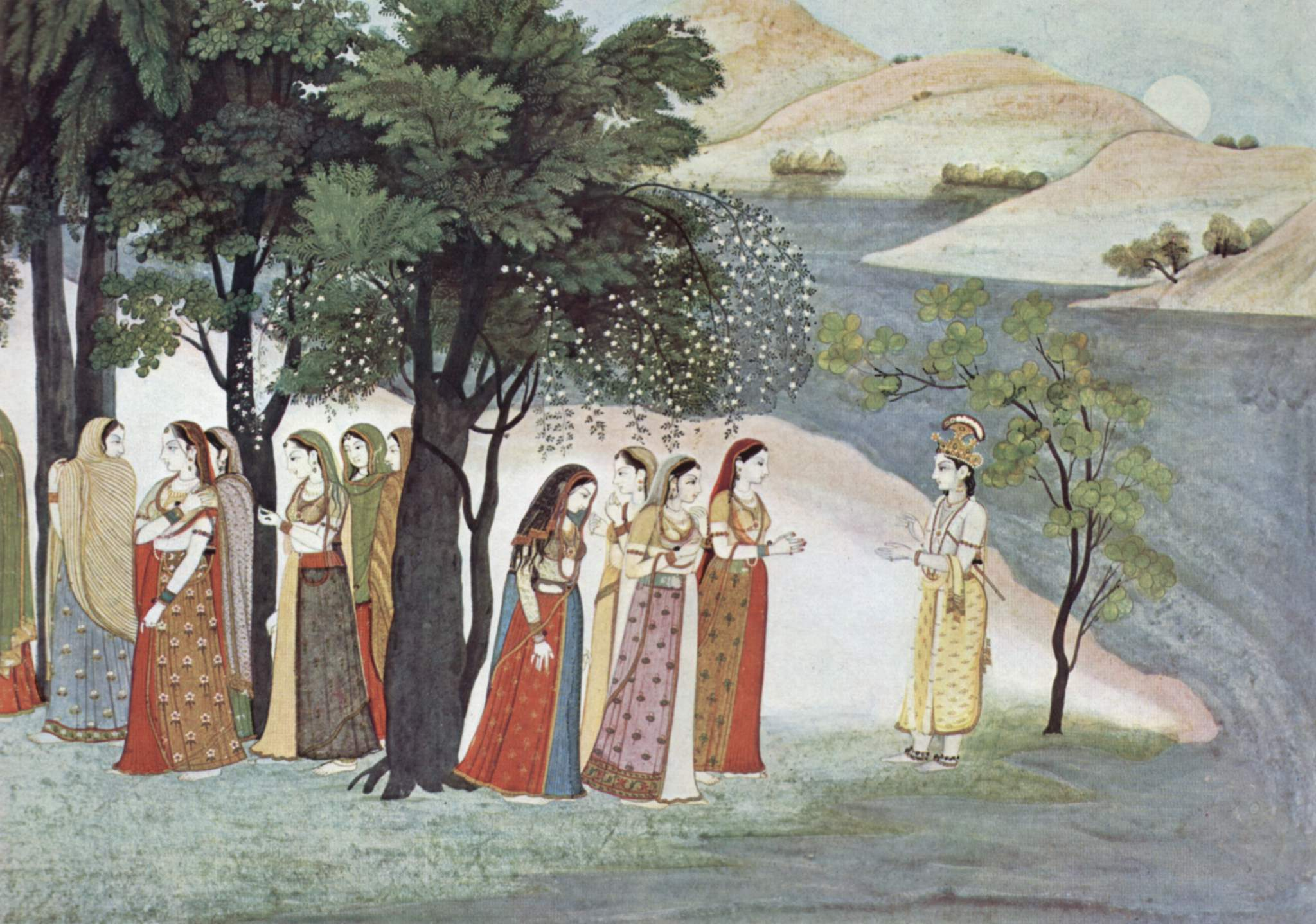
Krishna und die Gopis. Miniatur aus einem Bhagavatapurana-Manuskript von 1760–1765

Das Bhagavatapurana wurde von dem Weisen Vyasa verfasst und das erste Mal von seinem Sohn Shuka beim Tode von König Parikshit rezitiert, dessen gesamtes Leben Krishna gewidmet war. Bevor Parikshit starb, wollte er noch einmal von den Taten Krishnas vernehmen. 
Im Gegensatz zur Bhagavad Gita, die Bhakti eher theoretisch beschreibt, ist das Bhagavatapurana ein praktischer Ratgeber. Es definiert den Dharma und beschreibt Gott in seiner menschlichen Erscheinung. Integriert in den devotionellen Aspekt werden Themen aus der monistischen Philosophie des Advaitas von Adi Shankara, aus dem qualifizierten Monismus des Vishishtadvaitas von Ramanujacharya und aus dem Dualismus des Dvaita Vedantas von Madhvacharya. Wie auch andere Puranas behandelt das Bhagavatapurana zahlreiche Themen wie beispielsweise Kosmologie, Astronomie, Genealogie, Mythen, Geographie, Musik, Tanz und Yoga.
Mit Einsetzen der Handlung haben die Kräfte des Bösen – die Asuras – den Kampf gegen die glückverheißenden Devas gewonnen und beherrschen jetzt das Universum. Die Wahrheit kehrt aber mit Krishna, der im Text als Hari oder als Vasudeva tituliert wird, zurück. Krishna schließt anfangs Frieden mit den Dämonen, versucht sie zu verstehen, besiegt sie aber schließlich auf raffinierte Weise. Somit kann Hoffnung, Gerechtigkeit, Freiheit und Freude wieder in die Welt einkehren – eine Thematik, die sich auch in vielen anderen Legenden findet.
Das Bhagavatapurana ist eines der berühmtesten Puranas. Es verkündet Vishnu bzw. Krishna als höchsten Gott. Vishnu wird auch als Bhagavan angeredet, die Anhänger Vishnus (Vaishnavas) werden auch Bhagavatas genannt.
Das Bhagavatapurana wird vom Padma Purana als Sattva Purana (Purana der Reinheit und Göttlichkeit) angesehen. Wer es mit Hingabe liest und rezitiert wird befreit von den Fesseln der Wiedergeburt. Das Bhagavatapurana erklärt Mahavishnu (Narayana) zum Parabrahman, zum Höchsten Herrn. Mahavishnu erschafft zahllose Universen und manifestiert sich in jedem einzelnen. Durch seine Rajas Guna erschafft er als Brahma vierzehn Welten innerhalb eines jeden Universums. Durch seine Sattva Guna erhält er als Vishnu diese Universen, durch seine Tamas Guna löst er sie als Shiva wieder auf. Diese Dreiheit der Gottheiten ist nicht verschieden von Mahavishnu, sondern sind nur als Teilaspekte seiner selbst anzusehen.

## Inhalt
In ursprünglich 18.000 Versen, die auf 12 Kapitel oder Bücher (skandha – स्कन्ध) mit insgesamt 332 Abschnitten (adhyāya – अध्याय) aufgeteilt sind (es sind aber jetzt nur noch maximal 14.172 Verse erhalten), erzählt das Bhagavatapurana Geschichten von Vishnu und seinen Avataras, von denen der bekannteste Krishna ist. Im 10. Buch, das circa ein Viertel des Gesamtwerks umfasst, werden die Kindheit und die Jugend Krishnas behandelt, der mit seinem Charme und seiner Schönheit die Hirtenmädchen (Gopis) seines Dorfes in seinen Bann zieht. Die ekstatische Liebe dieser Mädchen zu Krishna gilt als Symbol für Bhakti – die mystische Sehnsucht und Liebe der Seele nach Gott.

### Erster Skandha

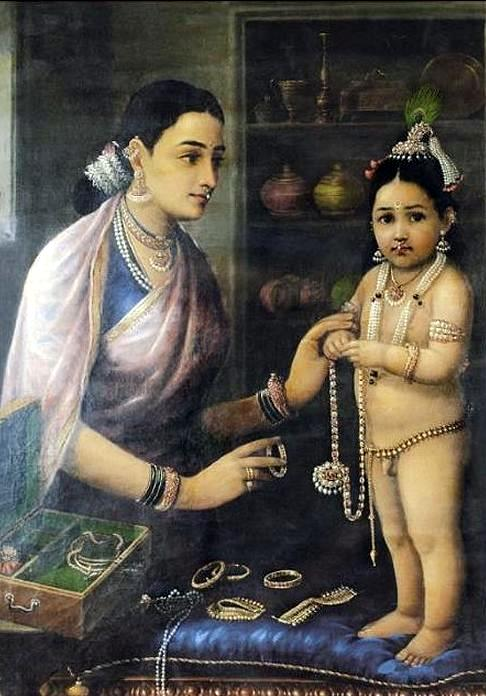
Krishnas Mutter Yasoda schmückt das Kind

Der erste Skandha besteht aus insgesamt 19 Adhyāyas. Er beginnt mit einer Anrufung Krishnas und behauptet, dass das von Vyasadeva zusammengestellte Srimad Bhagavatam vollkommen ausreicht, um Gottesverwirklichung zu erlangen. Die Rahmenerzählung setzt zu Beginn des Kali-Yugas ein und lässt uns am Dialog zwischen Shukadeva Goswami, einem Sohn Vyasadevas, und einer Gruppe von Weisen unter der Führung von Shaunaka teilhaben. Die Weisen zelebrieren im Wald von Naimiṣāraṇya ein tausend Jahre währendes Opfer an Krishna und seine Geweihten. Shukadeva behandelt im ersten Skandha unter anderem 
- die Geburt des im Mutterleib von Krishna beschützten Parikshits nach dem Ende des vernichtenden Kriegs von Kurukshetra
- das Auftreten Naradas und seine Unterweisungen an Vyasadeva, wie das Srimad Bhagavatam zu verfassen sei
- die inspirierende Meditation Vyasadevas am Westufer der Sarasvati über Zusammenstellung und Revision des Puranas
- Vyasadeva übermittelt seinem bereits erlösten Sohn Shukadeva das Bhagavatapurana
- Das Fortgehen Krishnas und einsetzende Zeichen für den Beginn des Kali-Yugas
- Rückzug der Pandavas (mit Yudhishthira) und Krönung Parikshits
- Versuche Parikshits, den Einfluss des Kali-Yugas einzudämmen und seine Verfluchung durch einen Brahmanenjungen, innerhalb von sieben Tagen zu sterben
- Parikshits Aufgabe. Er entschließt sich, bis zum Eintritt seines Todes (Prayopavesha) am Gangesufer hingebungsvoll über Krishna zu meditieren
- Zu Parikshits Fasten gesellen sich die Weisen Narada und Bhrigu mit ihrer Gefolgschaf sowie Suta Goswami.

Auszug – Vers 1.3.38

„स वेद धातु: पदवीं परस्य
दुरन्तवीर्यस्य रथाङ्गपाणे:
योऽमायया सन्ततयानुवृत्त्या
भजेत तत्पादसरोजगन्धम्“

„sa veda dhātuḥ padavīṃ parasya
 durantavīryasya rathāṅgapāṇeḥ
yo 'māyayā santatayānuvṛttyā
 bhajeta tatpādasarojagandham“

„Nur wer bedingungslosen, ununterbrochenen, liebevollen Dienst an den süß duftenden Lotosfüßen des Herrn verrichtet, kann etwas von den transzendentalen Ruhmestaten des allmächtigen Schöpfers mit seinem Sudarshana-Rad erfahren“

### Zweiter Skandha

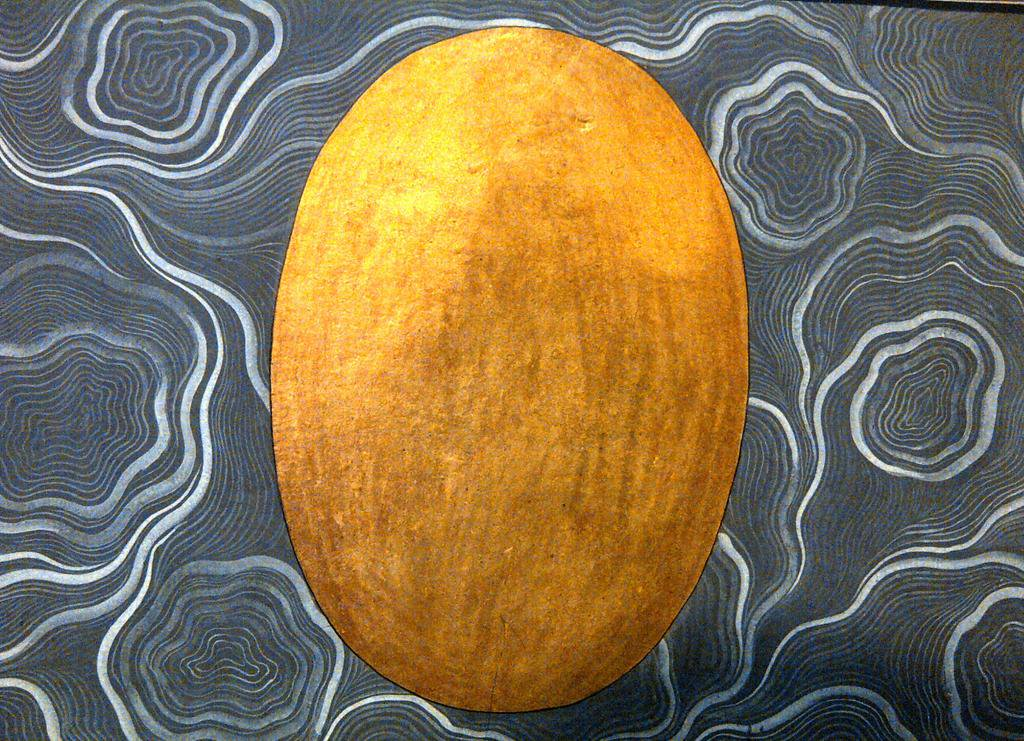
Das kosmische Ei Hiranyagarbha

Der zweite Skandha umfasst 10 Adhyāyas. Er beginnt mit einer Anrufung Krishnas. Die zweite Schicht der übergreifenden Erzählung enthält einen Dialog zwischen Shukadeva und Parikshit am Gangesufer – wiedererzählt von Shukadeva an die Weisen unter Saunaka im Naimiṣāraṇya-Wald. Auf die Fragen Parikshits werden folgende Themen angesprochen
- das transzendentale, höchstrangige, ewige und reine Wesen Krishnas
- Darstellung Krishnas in seiner universellen Vishvarupa und als Mahavishnu, sowie seiner Avatare und deren Zweck
- Ablauf und Gesetzmäßigkeiten bei der Erschaffung und der Zerstörung des Universums
- Bewusstwerdung Gottes, Bhakti Yoga, devotionelle Pflichten und Notwendigkeit eines spirituellen Lehrmeisters (Guru)
- Vedisches Wissen, Wirkeigenschaften der Urmaterie (Gunas), Karma, falsches materialistisches Ichbewusstsein, durch Unwissenheit erzeugte Illusionen und Leiden
- Unterteilung der Gesellschaft in Kasten (Varna), gewöhnliche Glaubenszugehörigkeiten, Gegenüberstellung von Glauben und Atheismus

Auszug – Vers 2.5.35

„स एव पुरुषस्तस्मादण्डं निर्भिद्य निर्गत:
सहस्रोर्वङ्‌घ्रिबाह्वक्ष: सहस्राननशीर्षवान्“

„sa eva puruṣastasmādaṇḍaṃ nirbhidya nirgataḥ
sahasrorvaṅghribāhvakṣaḥ sahasrānanaśīrṣavān“

„Er selbst entsprang dem universellen, kosmischen Ei als ursprünglicher Purusha und teilte sich in tausenderlei Beine, Arme, Augen, Münder und Köpfe“

### Dritter Skandha

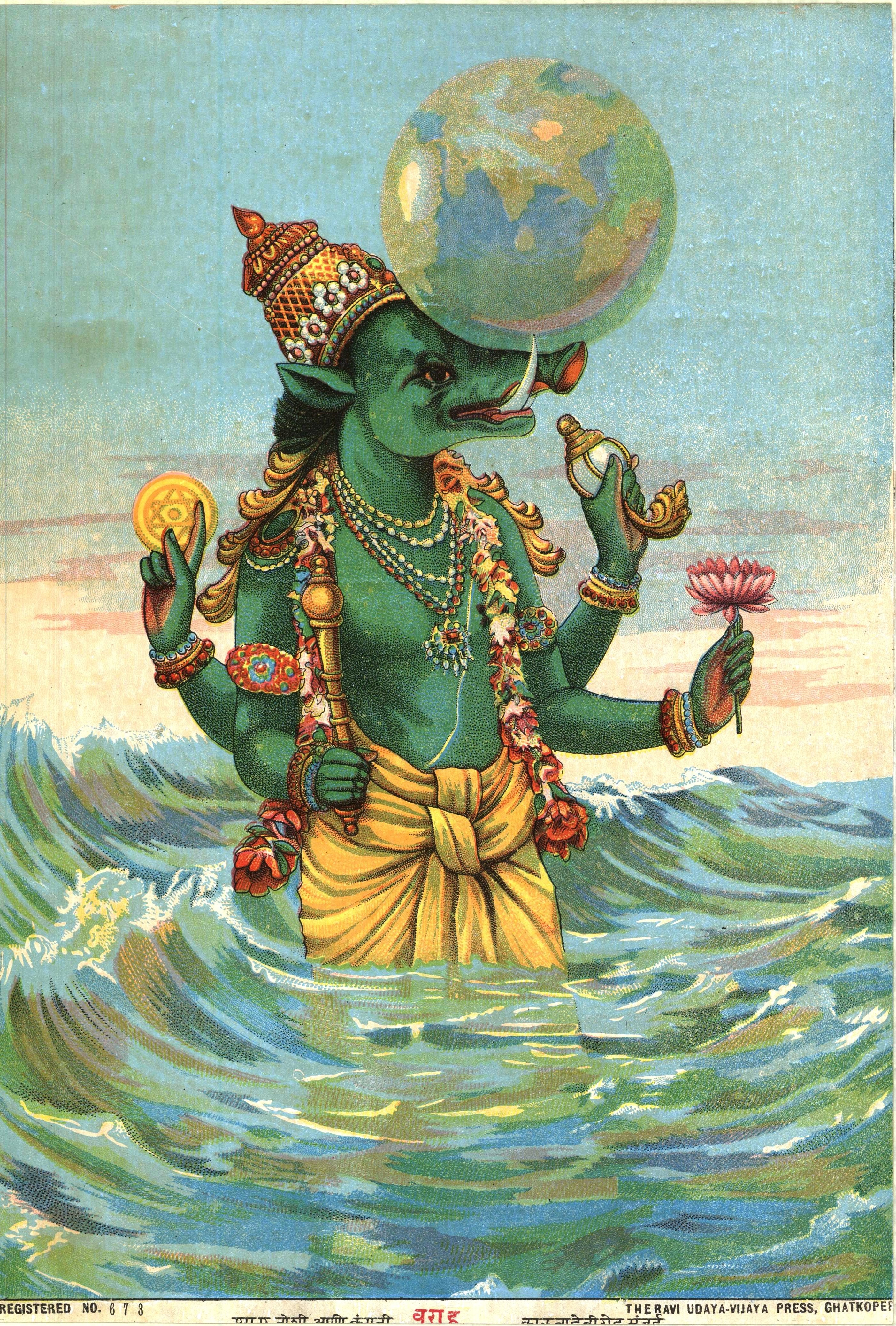
Varaha hievt die Erde aus dem Kosmischen Ozean

Der dritte Skandha enthält immerhin 33 Adhyāyas. In ihm setzt sich der Dialog zwischen Shukadeva und Parikshit am Gangesufer fort. Erzählt wird hauptsächlich von Vidura, einer Inkarnation Yamas, der aus der Arbeiterkaste stammte, aber dennoch ein Geweihter Krishnas war. Nachdem er von seinem älteren Halbbruder König Dhritarashtra aus seiner Heimstatt herausgeworfen worden war, weil er das ruchlose Verhalten der Kauravas gegenüber den Pandavas verabscheute, begab sich Vidura auf Pilgerschaft. Auf seinen Wanderungen traf er auf andere Geweihte Krishnas wie beispielsweise Uddhava und den Weisen Maitreya. Viduras Unterhaltungen mit diesen Geweihten bildet innerhalb des Bhagavatapuranas eine dritte übergreifende Erzählungsparabel. Folgende, von Shukadeva, Uddhava und Maitreya angeschnittene Themen wurden hierbei erörtert
- Erinnerungen an, Eigenschaften von und Zeitvertreib in Vaikuntha, dem transzendentalen Reich Krishnas
- Virat-Rupa, die universelle Gestalt Vishnus, die im Schlaf befindliche materielle Energien im Schöpfungsvorgang wiederbelebt (wobei Kali nur die äußere Energie des Herrn repräsentiert)
- Erscheinen Brahmas aus dem Lotos von Garbhodakasayi Vishnu. Die Gebete Brahmas an Krishna, die Erschaffung der Lebewesen und das Auftauchen der Veden
- Verfluchung von Jaya-Vijaya durch die vier Vier Kumaras und ihre Inkarnation als die Dämonen Hiranyaksha und Hiranyakashipu
- Varaha – Vishnus Eber-Inkarnation – hievt die Erde aus den Tiefen des Kosmischen Ozeans und vernichtet Hiranyaksha
- Der Avatara Kapila tritt auf und erläutert die Philosophie des Samkhyas und des Bhakti-Yogas
- Erörterungen der Funktionsweisen der materiellen Natur, der verschiedenen Einteilungen der Schöpfung und der Berechnungsverfahren der Zeit.

Auszug – Vers 3.25.25

„सतां प्रसङ्गान्मम वीर्यसंविदो
भवन्ति हृत्कर्णरसायना: कथा:
तज्जोषणादाश्वपवर्गवर्त्मनि
श्रद्धा रतिर्भक्तिरनुक्रमिष्यति“

„satāṃ prasaṅgān mama vīrya-saṃvido
bhavanti hṛt-karṇa-rasāyanāḥ kathāḥ
taj-joṣaṇād āśv apavarga-vartmani
śraddhā ratir bhaktir anukramiṣyati“

„In der Gemeinschaft Heiliger werden die Geschichten über meine Heldentaten zu einer Wohltat für Ohr und Herz. In ihrer Mitte und gleichzeitig  fest entschlossen den Weg der Befreiung spürend bleibt Hingabe nicht aus.“

### Vierter Skandha

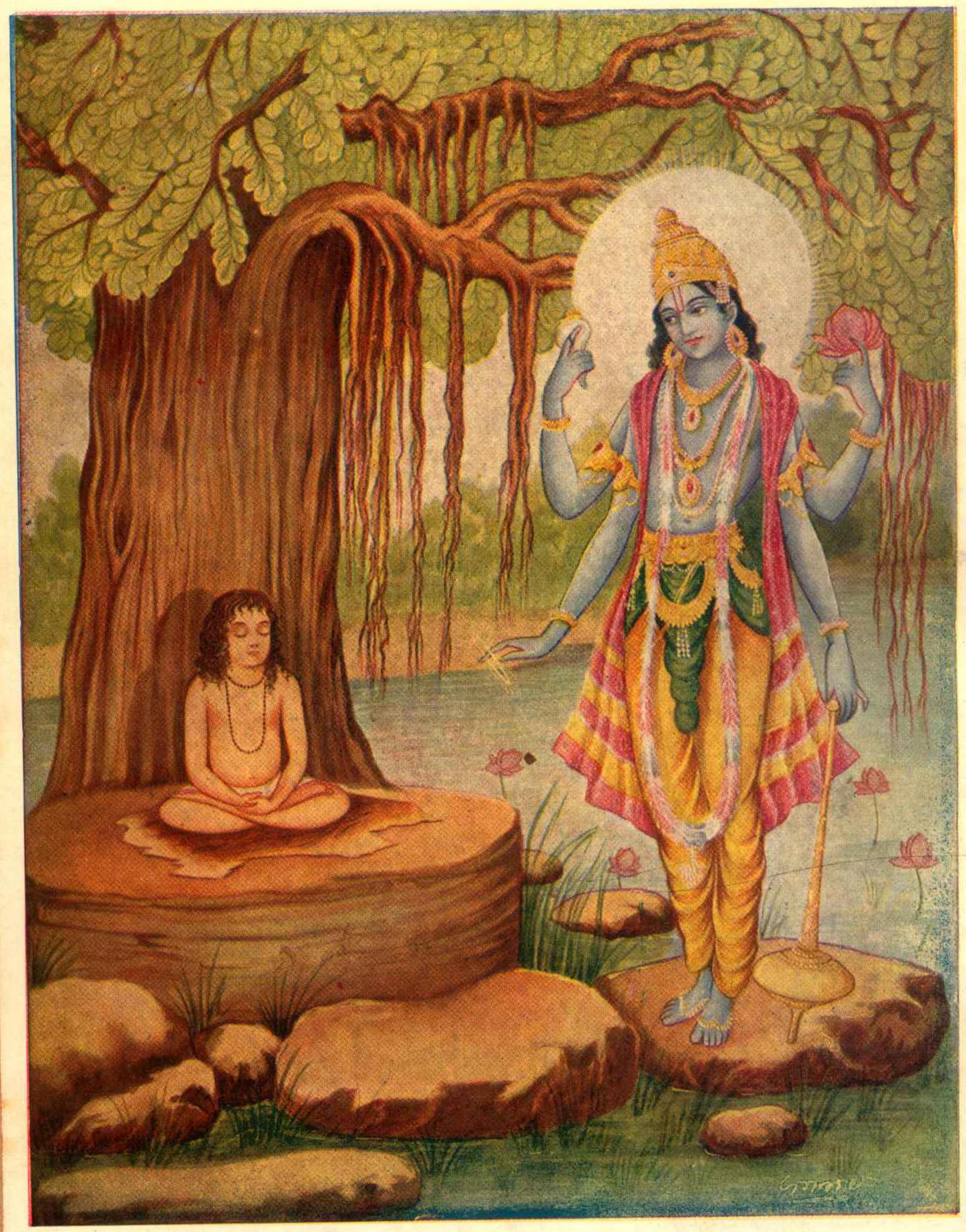
Vishnu erscheint Dhruva

Im aus 31 Adhyāyas zusammengesetzten vierten Skandha setzten sich die Dialoge zwischen Shukadeva, Uddhava und Maitreya weiter fort. Darüber lagern sich weitere Dialoge, wie beispielsweise zwischen Narada und König Prachina-barhis – wie von Maitreya dem Vidura übermittelt. Die behandelten Themen fokussieren auf die weiblichen Abkömmlinge Svayambhuva Manus und lauten wie folgt
- Genealogien der Töchter Svayambhuva Manus und Dhruvas, dem Enkel Svayambhuva Manus
- Feindschaft zwischen Daksha und Shiva, Feuertod Satis (Shiva's Frau und Tochter Dakshas) und Shivas Angriff auf die Zeremonie Dakshas
- Befreiung des jungen Weisen Dhruva verbunden mit dem Rat Naradas. Vishnu erscheint Dhruva in einer Vision und Kämpfe zwischen Dhruva und den Yakshas
- der tyrannische König Vena wird von Brahmanen getötet. Erscheinen des Avataras Prithu, um den Reichtum der Erde wiederherzustellen
- allegorische Beschreibungen und Charaktereigenschaften König Puranjanas, der als Frau wiedergeboren wurde, da er bei seinem Tod an seine Gattin dachte
- Taten der Prachetasas, unter anderem ihr Treffen mit Shiva, ihre Belehrung durch Narada und ihre endgültige Befreiung
- Eigenschaften Krishnas, die Hingabe der Vaishnavas im Bhakti Yoga, die Seele als Atman, die Überseele als Paramatman und Erdenleben.

Auszug – Vers 4.16.17

„मातृभक्ति: परस्त्रीषु पत्‍न्यामर्ध इवात्मन:
प्रजासु पितृवत्स्‍निग्ध: किङ्करो ब्रह्मवादिनाम्“

„mātṛ-bhaktiḥ para-strīṣu patnyām ardha ivātmanaḥ
prajāsu pitṛvat snigdhaḥ kiṅkaro brahma-vādinām“

„Zu anderen Frauen ist er respektvoll wie seiner eigenen Mutter gegenüber und seine Frau behandelt er wie seine bessere Leibeshälfte.
Seinen Nachbarn zeigt er väterliche Zuneigung und den Predigern von Gottes Worten dient er.“

### Fünfter Skandha

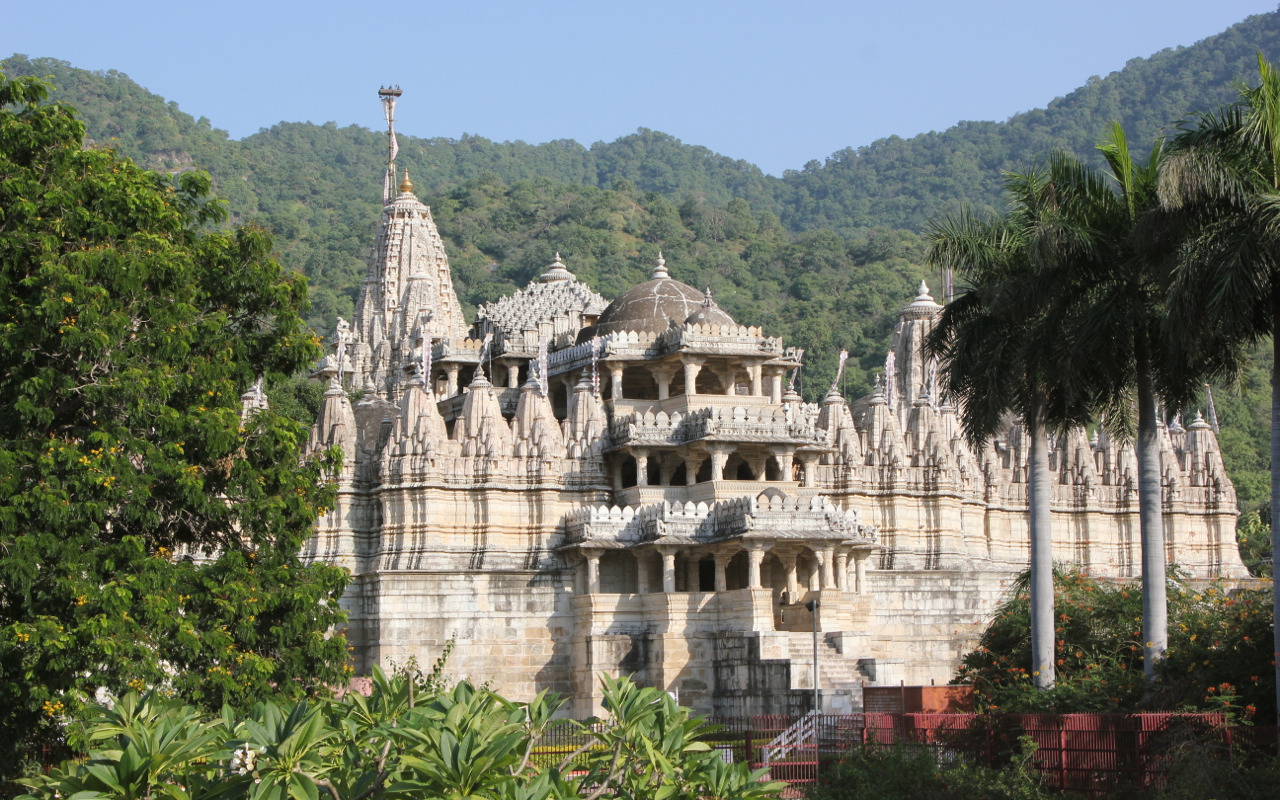
Dem Rishabha geweihter Jain-Tempel in Ranakpur

Der fünfte Skandha besteht aus 26 Adhyāyas und konzentriert sich auf das Gespräch zwischen Shukadeva und Parikshit am Gangesufer. Gleichzeitig finden aber weitere Unterredungen statt, so zwischen dem Avatara Rishabha und seinen Söhnen und zwischen Bharata und König Rahugana (letzterer galt als ein Narr, der als Sänftenträger Bharatas fungierte). Folgende Themen kommen zur Sprache
- Erscheinen, Leben und Lehren des öffentlich verspotteten Avataras Rishaba, dem ersten Tirthankara (spiritueller Lehrmeister) des Jainismus
- Auftreten von Hayagriva und Rückgabe des Vedischen Wissens an Brahma
- Taten, Charakter, Lehren und Befreiung von König Bharata (der sich in einem Reh und dann angeblich in einem idiotischen Brahmanen inkarnierte)
- Taten und Nachkommen von König Priyavrata, dessen Wagenräder die sieben Weltmeere mit ihren Inseln (d. h. den Kontinenten) erschufen
- Beschreibungen des Universums, der Sonne, der Planetenbahnen sowie der himmlischen als auch der höllischen Planeten
- Dahinfließen des Ganges und Erweiterungen Narayanas als Vasudeva (Krishna), Sankarshana, Pradyumna und Aniruddha
- Ruhmestaten der Schlange Ananta (auch als Sankarshana, Shesha oder Tamasi bezeichnet).

Auszug – Vers 5.5.1.

„ऋषभ उवाच
नायं देहो देहभाजां नृलोके
कष्टान् कामानर्हते विड्भुजां ये
तपो दिव्यं पुत्रका येन सत्त्वं
शुद्ध्येद्यस्माद् ब्रह्मसौख्यं त्वनन्तम्“

„ṛṣabha uvāca
nāyaṃ deho deha-bhājāṃ nṛloke
kaṣṭān kāmān arhate viḍ-bhujāṃ ye
tapo divyaṃ putrakā yena sattvaṃ
śuddhyed yasmād brahma-saukhyaṃ tv anantam“

„Rishabha sagte: Liebe Söhne, wer seinen menschlichen Körper in diesem Land der Sterblichen erhalten hat, sollte sich nicht den letztlich sehr schmerzhaften weltlichen Vergnügungen hingeben, welche auch von Mistkäfern und anderen Exkrementwühlern genossen werden. Nur durch vorzügliche Entsagungen lässt sich die Existenz reinigen, um dann erneut an der ewigen Glückseligkeit Brahmas teilzuhaben.“

### Sechster Skandha

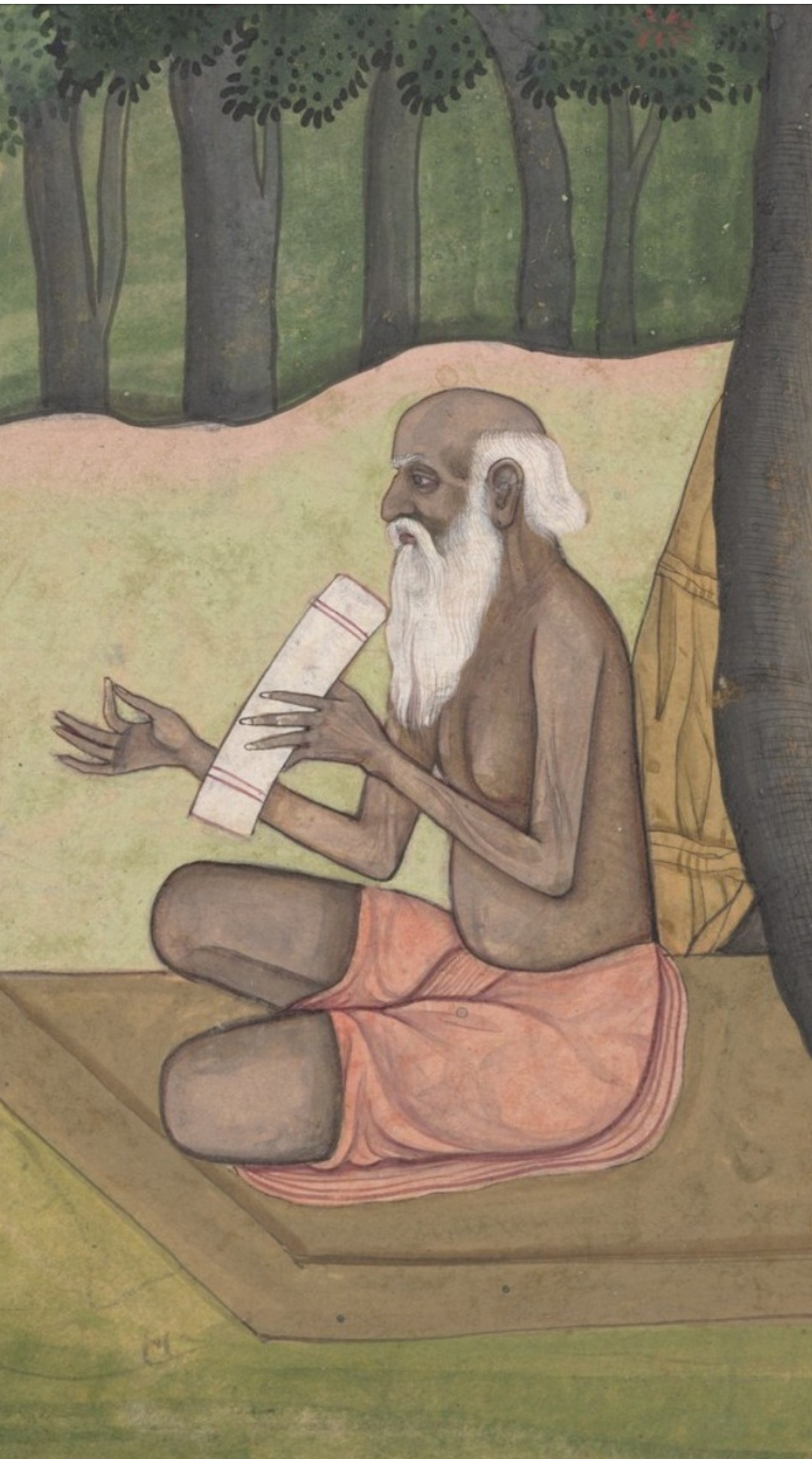
Der weise Einsiedler Angiras

Auch im 19 Adhyāyas enthaltenden sechsten Skandha setzt sich der Dialog zwischen Shukadeva und Parikshit am Gangesufer weiter fort. Darüber legt sich die Unterredung zwischen Yama und seinen Boten, den Yamadutas. Vorrangig behandelt werden auch die Kämpfe des Dämons Vritra (einem ursprünglichen Gottgeweihten) und seiner Armeen gegen die von Indra angeführten Halbgötter. Neben dem Leben König Chitraketus werden behandelt
- das Leben des Brahmanen Ajamila, der seine Befreiung wegen sexueller Laster verwirklichte, aber letztendlich erlöst wurde, weil er am Todesbett nach seinem Sohn Narayana rief
- Belehrungen der Boten Yamarajas über Gerechtigkeit, Bestrafung, rituelles Chanten, die Botschafter Vishnus (Vishnudutas) und Hingabe an Krishna durch Bhakti
- Daksha verflucht Narada, Genealogie der Töchter Dakshas
- Indra verhält sich falsch gegenüber Brihaspati, Vritrasura beginnt seinen Kampf gegen die Halbgötter. Letztere beten zu Narayana und Vritrasura stirbt
- die Geschichte König Chitraketus, die Ermordung seines Sohnes, die Unterweisungen durch Narada und Angiras, Das Treffen mit Krishna und der Fluch Parvatis
- Diti gelobt Indra zu töten, nachdem dieser ihren Embryo in 49 Stücke zerschnitt, die aber von Vishnu gerettet wurden. Durch Hingabe erlangt sie schließlich Reinigung
- Abhaltung der Schwangerschaftszeremonie Pumsavana, verbunden mit Gebeten an Vishnu und Lakshmi, der Göttin von Glück und Reichtum.

Auszug – Vers 6.3.13.

„यो नामभिर्वाचि जनं निजायां
बध्नाति तन्‍त्र्यामिव दामभिर्गा:
यस्मै बलिं त इमे नामकर्म-
निबन्धबद्धाश्चकिता वहन्ति“

„yo nāmabhirvāci janaṃ nijāyāṃ
badhnāti tantryāmiva dāmabhirgāḥ
yasmai baliṃ ta ime nāmakarma
nibandhabaddhāścakitā vahanti“

„So wie er einen Ochsen mit einem Strick bindet, so verhaftet er Menschen unterschiedlicher Lebenswandel und Pflichten an seine vedische Offenbarung, der zufolge sie ihm ihre Huldigungen sorgfältig darbringen.“

### Siebenter Skandha

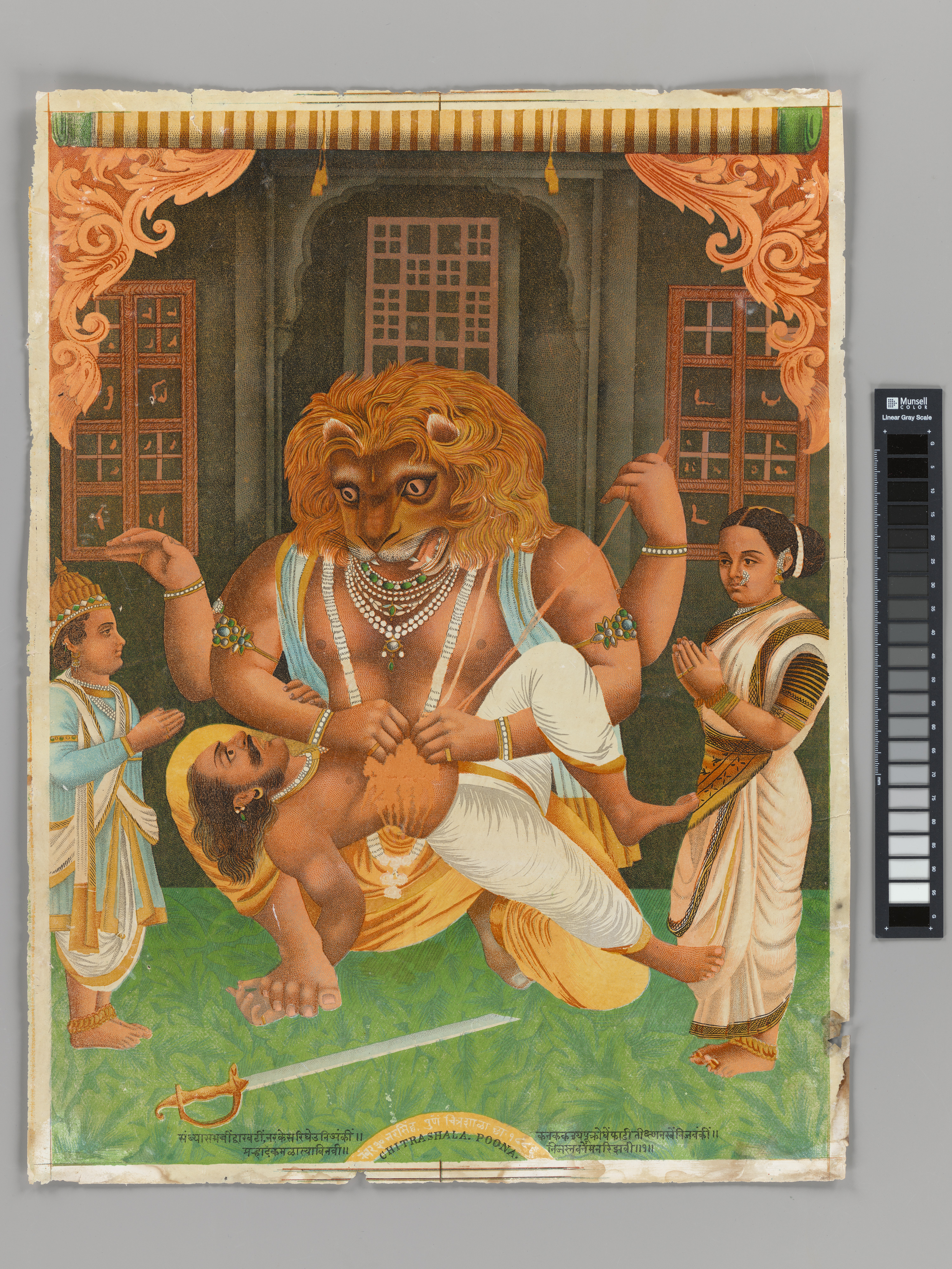
Narasimha tötet Hiranyakashipu

Der siebente Skandha enthält nur 15 Adhyāyas und auch hier schreitet die Rahmenhandlung am Gangesufer weiter fort. Als weitere Parabel schaltet sich jetzt der Dialog zwischen Narada und Yudhisthira ein, welche sich über Prahlada austauschen. Prahlada war der Sohn des Dämonenkönigs Hiranyakashipu, dem Bruder Hiranyakshas, der wie im dritten Skandha bereits berichtet vom Vishnu-Avatara Varaha getötet wurde. Die beiden Dämonen waren aber in Wirklichkeit die mit einem Fluch belegten Türsteher Vishnus Jaya und Vijaya. Der von Krishna beschützte Prahlada überlebt mehrere Attentate, bis schließlich Vishnus Avatara Narasimha erschien und Hiranyakashipu auf seinen Schenkeln zerriss. Als Themen werden behandelt
- Hiranyakashipu gelobt Vishnu zu vernichten. Durch seine Entsagungen war er unbesiegbar geworden und begann, das gesamte Universum zu unterwerfen
- Geburt, Missbrauch und Lehren Prahladas, dem Sohn Hiranyakashipus, der aber von Krishna beschützt wird
- Das Ende Hiranyakashipus, der weder durch eine Waffe, durch einen Menschen, durch ein Tier, weder im Wasser, in der Luft oder zu Land getötet werden konnte. In Gebeten vergibt Prahlada seinem Vater.
- Vollkommene Gesellschaftsordnung durch vier Kasten (Varna) und vier spirituelle Lebensstufen (Ashrama)
- Benehmen guter Menschen, ideales Familienleben und Unterweisungen in einer zivilisierten Lebensführung
- Darlegung, dass die absolute Wahrheit letztlich persönlicher Natur ist – bekannt als Krishna, dem Beherrscher und Lenker von allem
- Vorangegangene Inkarnationen Naradas. Krishna lebt als gewöhnlicher Mensch unter den Pandavas.

Auszug – 7.14.9.

„मृगोष्ट्रखरमर्काखुसरीसृप्खगमक्षिका:
आत्मन: पुत्रवत् पश्येत्तैरेषामन्तरं कियत्“

„mṛgoṣṭrakharamarkākhu sarīsṛp khagamakṣikāḥ
ātmanaḥ putravat paśyet taireṣāmantaraṃ kiyat“

„Rehe, Kamele, Esel, Affen, Mäuse, Schlangen, Vögel und Bienen sollten wie eigene Kinder behandelt werden. Wie wenig Unterschied zu diesen unschuldigen Tieren doch wirklich besteht ?“

### Achter Skandha

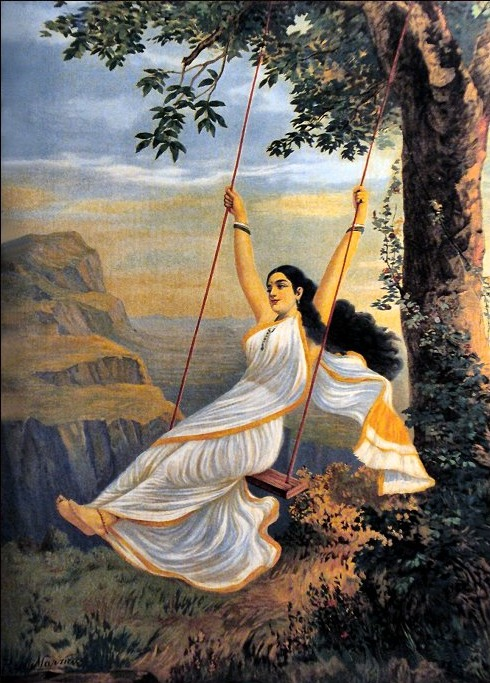
Mohini

Im aus 24 Adhyāyas aufgebauten achten Skandha schreitet die Rahmenerzählung am Gangesufer weiter fort. Als herausragende Parabel schaltet sich die Unterhaltung zwischen Vishnus Avatara Vamana und König Bali über den Dämonenkönig Hiranyakashipu ein. Weitere Themen sind
- Detaillierte Beschreibung der vier Manus Swayambhuva, Swarochisha, Auttami und Tamasa sowie der vier zukünftigen Manus
- Der Elephant Gajendra wird durch Vishnu aus den Fängen des Krokodils Makara errettet, nachdem er in seiner Not Vishnu mit seinem Reittier Garuda um Hilfe angefleht hatte
- Kämpfe zwischen den Halbgöttern und den Dämonen. Vishnu bewirkt einen Waffenstillstand. Anschließend wird der Milchozean von beiden Parteien gequirlt
- Während des Quirlens erscheinen die Avatara Kurma, Dhanvantari, Mohini und auch Lakshmi
- Mohini tritt erneut auf und verführt Shiva
- Die Dämonen werden von Indra vernichtet
- Vamana erscheint, um die drei Welten in drei Fußschritten von König Bali zurückzugewinnen. Bali ergibt sich ihm schließlich
- Vishnus Avatara Matsya nimmt die Gestalt eines Fisches an und errettet König Satyavrata (den Vaivasvata Manu) aus der Sintflut (die während der Lebenszeit des im dritten Skandha erwähnten Hiranyakshas stattfand)

Auszug – Vers 8.5.30.

„न यस्य कश्चातितितर्ति मायां
यया जनो मुह्यति वेद नार्थम्
तं निर्जितात्मात्मगुणं परेशं
नमाम भूतेषु समं चरन्तम्“

„na yasya kaścātititarti māyāṃ
yayā jano muhyati veda nārtham
taṃ nirjitātmātmaguṇaṃ pareśaṃ
namāma bhūteṣu samaṃ carantam“

„Niemand kann Gottes illusionierende Energie Maya überwinden. Verwirrt durch diese Energie verstehen die Menschen den wahren Zweck ihres Lebens nicht mehr. Wir bringen Ihm daher unseren ehrungsvollen Respekt dar, da Er das Selbst und alle seine Eigenschaften leitet – Ihm, dem transzendentalen Beherrscher aller Lebewesen.“

### Neunter Skandha

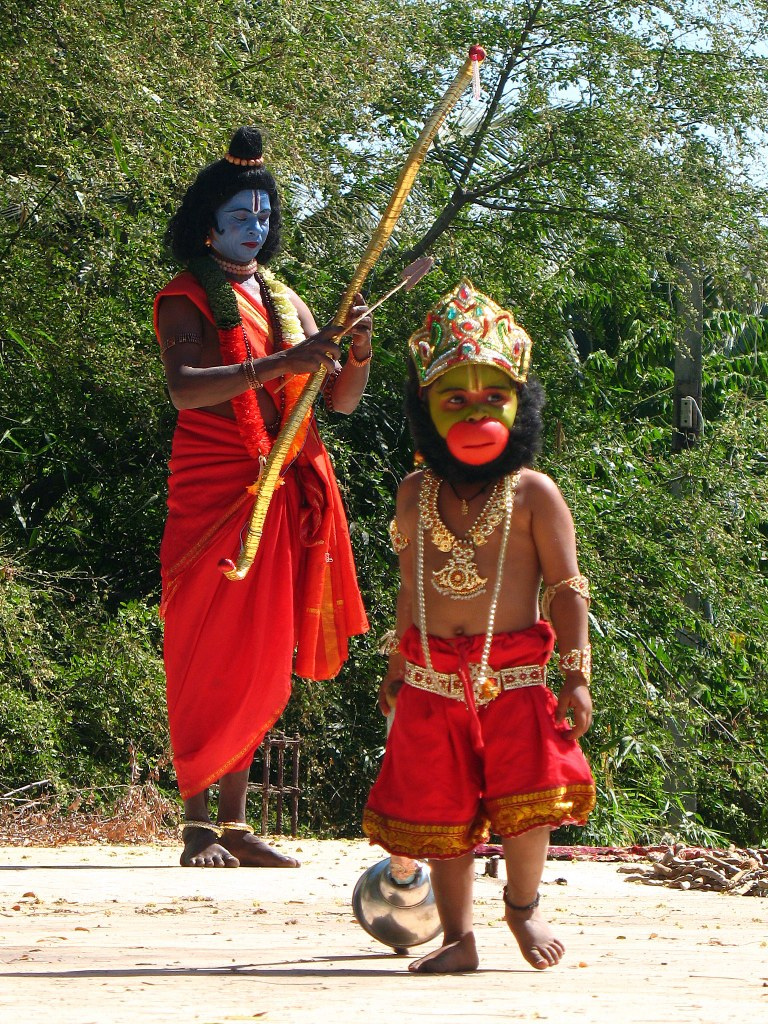
Das Ramlila, nachgestellt von ländlichen Schauspielern

Auch im neunten Skandha mit 24 Adhyāyas geht die Rahmenerzählung weiter, es sind aber keine nennenswerten Überlagerungen anzuführen. Im Brennpunkt stehen jetzt die männlichen Dynastien verschiedener Herrscherhäuser (die weiblichen Linien wurden bereits im vierten Skandha erwähnt). Behandelt werden ferner
- Zeitvertreibe des Avataras Rama, der den Dämonenkönig Ravana und auch seinen jüngeren Bruder Kumbhakarna – beide Inkarnationen von Jaya und Vijaya – besiegte
- Der Avatara Parashurama erscheint und vernichtet mehrmals die korrupte und gottlose Kriegerkaste der Kshatriyas
- Genealogie und Zufallkommen von Saubhari Muni aufgrund sexueller Begierden und seine Erlösung durch das Ausüben von Entsagungen
- Die Geschichte König Yayatis, der zum Altern verflucht wurde. Nachdem er diesen Fluch auf seinen Sohn abgewälzt hatte, erfährt er die Vergeblichkeit sinnlicher Vergnügungen und erlangt Befreiung
- Die Erzählung von König Pururavas, der von der Apsara Urvashi verführt wurde. Erst mittels eines zeremoniellen Feuers konnte er seiner Lüste Herr werden
- Stammbäume der Söhne Swayambhuva Manus und der Könige Mandhatri, Amshuman, Yayati, Bharata, Ajamidha, Puru und Pururavas
- Stammbaum Krishnas und kurze Beschreibung Seiner Schönheit und Seiner Spiele

Auszug – Vers 9.24.59.

„अक्षौहिणीनां पतिभिरसुरैर्नृपलाञ्छनै:
भुव आक्रम्यमाणाया अभाराय कृतोद्यम:“

„akṣauhiṇīnāṃ patibhirasurairnṛpalāñchanaiḥ
bhuva ākramyamāṇāyā abhārāya kṛtodyamaḥ“

„Er beabsichtigt, sämtliche militärischen Kräfte dieser Welt zu beseitigen, indem Er die dämonischen Herrscher, die den Titel König usurpiert haben, gegeneinander marschieren lässt“

### Zehnter Skandha

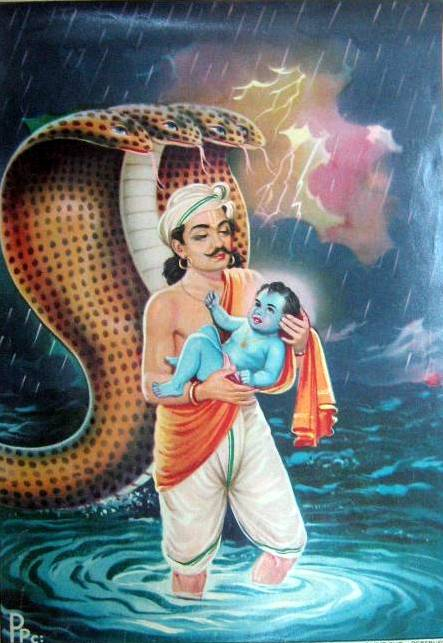
Vasudeva rettet den neugeborenen Krishna vor den Häschern

Der zehnte Skandha enthält immerhin stolze 90 Adhyāyas. Neben der Rahmenerzählung liegt der Schwerpunkt auf den Lila, den göttlichen Spielen Krishnas, der höchsten transzendentalen Persönlichkeit Gottes. Neben dem Erscheinen Krishnas und seinen Lilas werden folgende Themen behandelt
- Die Kerkerhaft seiner Eltern Vasudeva und Devaki, die Ermordung der Nachkommenschaft Vasudevas und der Mordanschlag auf das Baby Krishna durch König Kamsa
- die Kuhhirten (Gopas) Nanda und Yashoda ziehen Krishna auf. Yashoda sieht die universelle Form im Mund des jungen Krishna
- verschiedene Dämonen, die meist von Kamsa geschickt wurden, versuchen den jungen Krishna zu töten – darunter Putana, Trnavarta, Aghasura, Pralamba, Kesi und andere
- Krishna bestraft Kaliya, verschluckt einen ganzen Waldbrand, hebt den Hügel Govardhana empor, stiehlt die Kleider der Gopis sowie der Tanz Rasa
- Krishna besiegt mehrere dämonische Feinde, um die Bürden der Erde zu erleichtern (darunter Kamsa, Jarasandha, Kalayavana, Narakasura, Paundraka und andere)
- Krishnas Hochzeit mit über 16.000 Frauen, mit denen allen er Nachwuchs hatte, Gründung von Dvaraka, Rückkehr des Rubins Syamantaka und Fußwaschung Naradas
- Niederlagen Banasuras und Shivas, Alltag in Dvaraka, Sudama erhält die Segnung Krishnas ebenso wie die Gottgeweihten, Errettung Shivas vom Dämonen Vrkasura und Aufsummierung der Ruhmestaten.

Der zehnte Skandha ist mit 4.000 Versen der umfangreichste und auch der populärste und am meisten gelesene Skandha des Bhagavatapuranas. Auch wurde er abgetrennt vom übrigen Bhagavatapurana übersetzt und kommentiert. A. C. Bhaktivedanta Swami Prabhupada ist der Ansicht, dass sich dieser Skandha eindeutig von den anderen Skandhas abhebt, aber davor warnt, ihn vor den vorausgegangen neun Skandhas zu lesen:

„Der zehnte Skandha unterscheidet sich eindeutig  von den ersten neun Skandhas, da er sich direkt den transzendentalen Tätigkeiten der Persönlichkeit Gottes – Shri Krishna – zuwendet. Jedoch ist es einem nicht möglich, seine Bedeutung voll zu verstehen ohne die vorangegangenen neun Skandhas integriert zu haben. Das Bhagavatapurana stellt mit seinen 12 Skandhas ein vollständiges Ganzes dar, dennoch ist jeder Skandha für sich unabhängig. Daher sollten die Skandhas auch einer nach dem anderen studiert werden.“

Auszug – Vers 10.90.50.

„मर्त्यस्तयानुसवमेधितया मुकुन्द-
श्रीमत्कथाश्रवणकीर्तनचिन्तयैति
तद्धाम दुस्तरकृतान्तजवापवर्गं
ग्रामाद् वनं क्षितिभुजोऽपि ययुर्यदर्था:“

„martyas tayānusavam edhitayā mukunda
śrīmat-kathā-śravaṇa-kīrtana-cintayaiti
tad dhāma dustara-kṛtānta-javāpavargaṃ
grāmād vanaṃ kṣiti-bhujo 'pi yayur yad-arthāḥ“

„Ein Sterblicher, der bei jeder Zeremonie von den herrlichen Taten Mukundas hört, über sie singt und meditiert, wird zweifellos eines Tages sein Heim verlassen und zu Gottes Heimstätte aufbrechen – in der des Todes Drohung wirkungslos ist. Selbst Herrscher auf Erden wie Dhruva oder Priyavrata gingen aus diesem Grund in den Wald.“

### Elfter Skandha

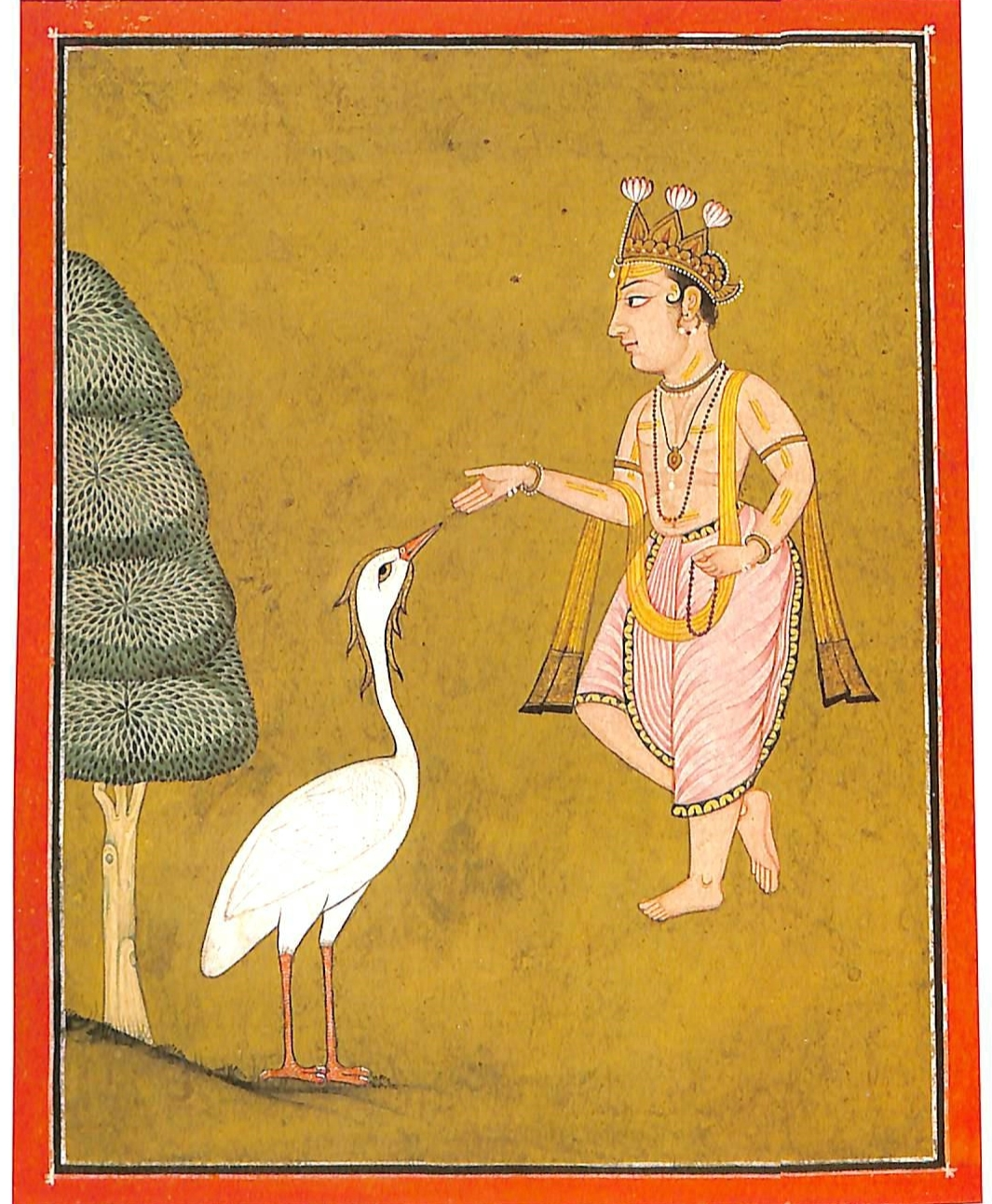
Hamsa, die Schwaneninkarnation Vishnus

Der elfte Skandha baut sich aus 31 Adhyāyas auf und auch er setzt die Rahmenerzählung weiter fort. Abwechselnd schieben sich folgende Dialoge ein, wie z. B. zwischen Narada und Vasudeva, zwischen Krishna und Uddhava und auch zwischen Hamsa, dem Schwan-Avatara Vishnus, und Brahma. Zu den behandelten Themen gehören
- Verfluchung und Zerstörung der Yadu-Dynastie in Prabhasa (durch sinnlos vergiftete interne Zwistigkeiten)
- Hamsa tritt auf, um den Fragen der Söhne Brahmas zu antworten
- An Vasudeva gerichteter Diskurs Naradas, in denen er die Unterweisungen der 9 Yogendras an König Nimi wiedergibt, welche Krishna-Bhakti zum Inhalt haben
- Letzte Unterweisungen Krishnas an Uddhava in Dvaraka (darunter die Geschichte eines jungen Brahmanen – ein Avadhuta – , der seine 24 Gurus dem König Yadu aufzählt)
- Fortgang Krishnas, nachdem ihm der Jäger Jara in den Fuß geschossen hatte
- Überschwemmung und Zerstörung Dvarakas.

#### Uddhava Gita/Hamsa Gita
Der elfte Skandha wird oft auch als Uddava Gita oder Hamsa Gita bezeichnet, da er die letzten Anweisungen Krishnas an seinen Geweihten Uddhava enthält. Er wurde wie auch der zehnte Skandha separat übersetzt und veröffentlicht – gewöhnlich als Zusatz oder Anhängsel der Bhagavad Gita. Das Sanskritwort Hamsa ist neben Schwan oder Geist
- die Bezeichnung der einzigen Kaste im Satya-Yuga, dem reinsten der vier zyklisch aufeinanderfolgenden Yugas
- die Repräsentation des Brahmans im Hinduismus – Letztliche Wahrheit, das Selbst oder Atman
- das Reittier Brahmas
- der zehnte Avatara Vishnus/Krishnas, der die Veden Brahma lehrte (und daher die Symbolik als Reittier Brahmas).

Auszug – Verse 11.7.33 bis 11.7.35.

„पृथिवी वायुराकाशमापोऽग्निश्चन्द्रमा रवि:
कपोतोऽजगर: सिन्धु: पतङ्गो मधुकृद् गज:“

„मधुहाहरिणो मीन: पिङ्गला कुररोऽर्भक:
कुमारी शरकृत् सर्प ऊर्णनाभि: सुपेशकृत्“

„एते मे गुरवो राजन् चतुर्विंशतिराश्रिता:
शिक्षा वृत्तिभिरेतेषामन्वशिक्षमिहात्मन:“

„pṛthivī vāyur ākāśam āpo 'gniś candramā raviḥ
kapoto 'jagaraḥ sindhuḥ pataṅgo madhukṛd gajaḥ“

„madhu-hā hariṇo mīnaḥ piṅgalā kuraro 'rbhakaḥ
kumārī śara-kṛt sarpa ūrṇanābhiḥ supeśakṛt“

„ete me guravo rājan catur-viṃśatir āśritāḥ
śikṣā vṛttibhir eteṣām anvaśikṣam ihātmanaḥ“

„Die Erde, die Luft, der Himmel, das Wasser, das Feuer, der Mond, und die Sonne, die Taube, die Python, das Meer, die Motte, die Honigbiene und der Elefant, der Honigräuber, das Reh, der Fisch, die Hure, der Fischadler und das Kind, das Mädchen, der Pfeilmacher, die Schlange, die Spinne und die Wespe – sie alle sind meine 24 spirituellen Lehrmeister, oh König. Ich habe ihre Handlungsweisen in meinem Leben verinnerlicht und dadurch alles Wissenswerte über das Selbst erfahren.“

### Zwölfter Skandha

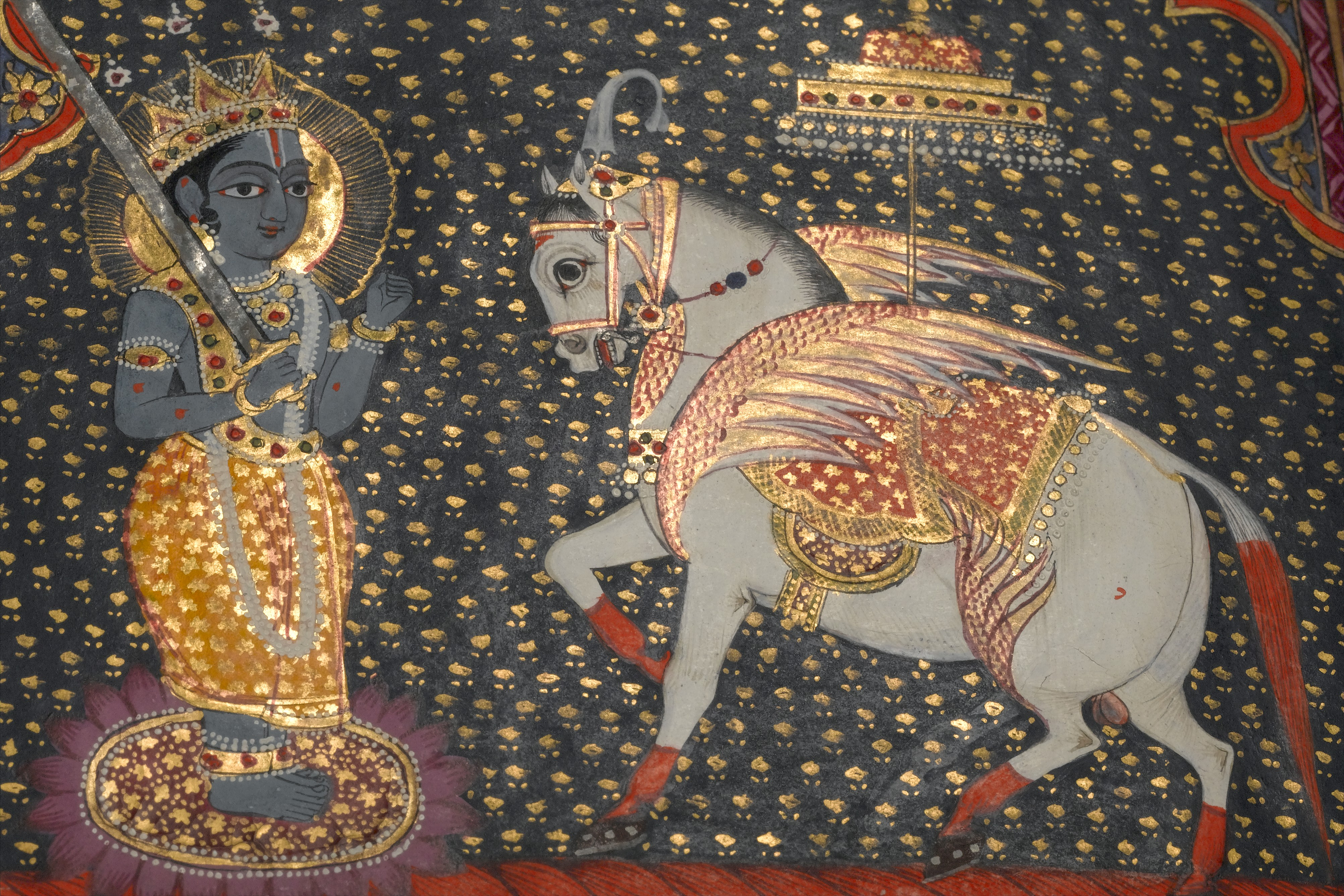
Kalki

Der zwölfte und letzte Skandha besteht aus 13 Adhyāyas und schließt die Rahmenerzählung am Gangesufer ab. Er beendet ferner den überspannenden Dialog zwischen Shukadeva und den von Shaunaka angeführten Weisen im Naimiṣāraṇya-Wald. Einen Schwerpunkt bildet das Kali-Yuga mit seinen Merkmalen und Prophezeiungen. Weitere Themen sind
- Verfall der herrschenden Klasse zu Lügnern und Plünderern sowie die Symptome des Zeitalters des Kali – insbesondere Atheismus, politische Intrigen und Charakterlosigkeit des königlichen Adels
- Letzte Anweisungen an Parikshit, ehe er an seinem Fluch stirbt, indem er von der Giftschlange Takshaka gebissen wird
- Gebete des Weisen Markandeya an Nara-Narayana, Indra widersteht den Gelübden Kamadevas und Verherrlichung von Shiva und Uma
- die vier Kategorien bei der Auflösung des Universums
- am Ende des Kali Yugas erscheint der Avatara Kalki um dem Übel ein Ende zu setzen
- Beschreibung der kleineren und größeren Puranas sowie der 18 Hauptpuranas
- Darstellung des Mahapurushas (Mahavishnu)
- Zusammenfassung und Lobpreisung des Bhagavatapuranas.

Auszug – Vers 12.13.11 bis 12.13.12.

„आदिमध्यावसानेषु वैराग्याख्यानसंयुतम्
हरिलीलाकथाव्रातामृतानन्दितसत्सुरम्“

„सर्ववेदान्तसारं यद ब्रह्मात्मैकत्वलक्षणम्
वस्त्वद्वितीयं तन्निष्ठं कैवल्यैकप्रयोजनम्“

„ādi-madhyāvasāneṣu vairāgyākhyāna-saṃyutam
hari-līlā-kathā-vrātā- mṛtānandita-sat-suram“

„sarva-vedānta-sāraṃ yad brahmātmaikatva-lakṣaṇam
vastv advitīyaṃ tan-niṣṭhaṃ kaivalyaika-prayojanam“

„Das Bhagavatapurana berichtet von Anfang bis Ende Geschichten über Nichtverhaftetsein und Entsagung (Vairagya), die zusammen mit den Spielen des Herrn für heilige und göttliche Seelen reinen Nektar darstellen. Glückseligkeit oder immerwährende Freude im hingebungsvollen Dienst und Befreiung (Kaivalya) sind das letztendliche Ziel. Im Mittelpunkt steht die Eine Wirklichkeit, die keine Zweite kennt und die Quintessenz des Vedanta darstellt – die Nichtverschiedenheit der Absoluten Wahrheit (Brahman) von der Individuellen Seele (Atman).“

## Zugrundeliegende Philosophien
Laut T. S. Rukmani sind Bhakti Yoga und Dvaita die zugrundeliegenden Philosophien des Bhagavatapuranas. Einige Passagen deuten aber außerdem auf eine Synthese aus Samkhya, Yoga, Vedanta und Advaita.

### Bhakti und Bhakti Yoga

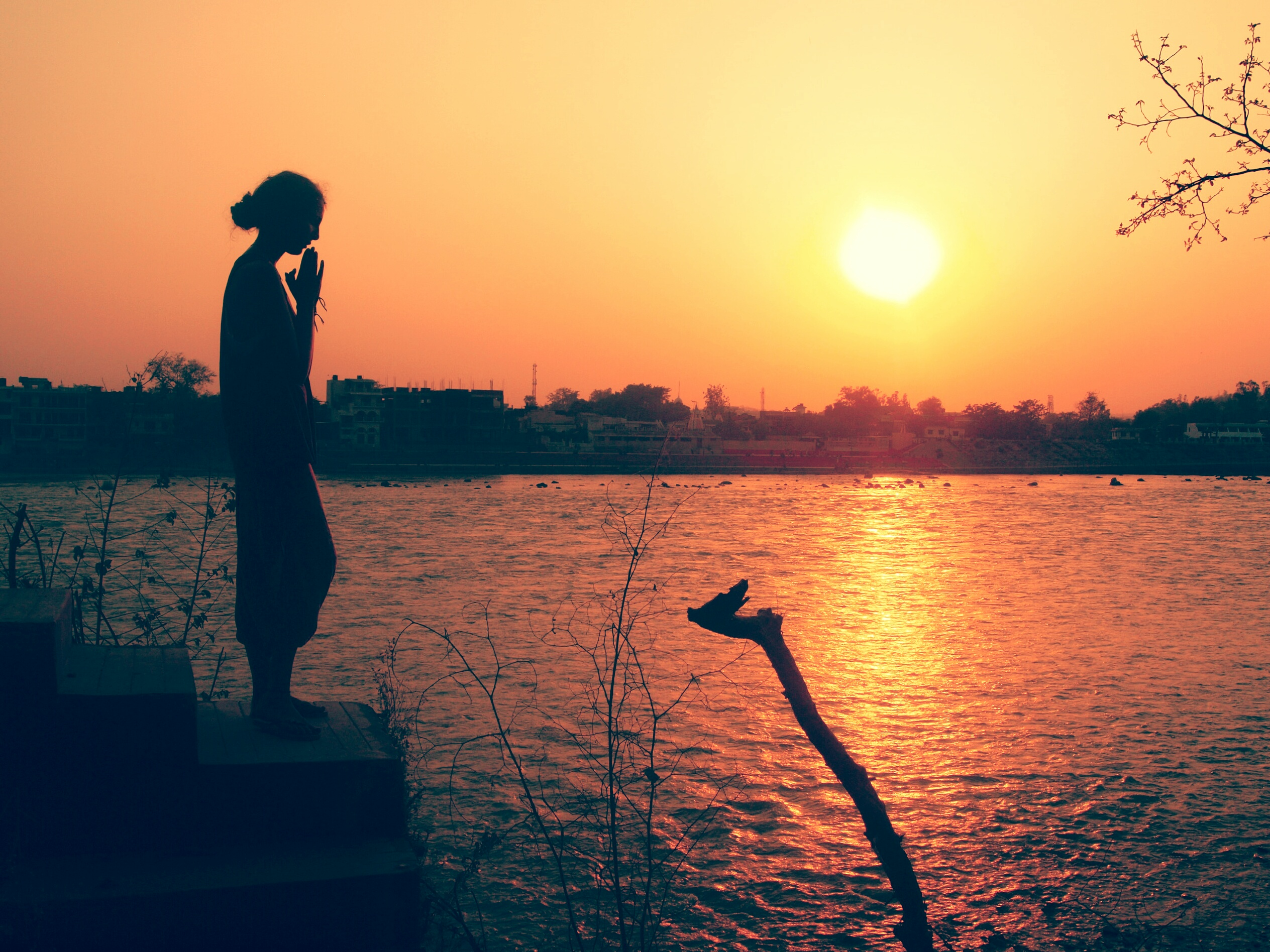
Puja bei Sonnenuntergang

Für Norman Cutler ist das Bhagavatapurana eine der bedeutendsten Textsammlungen über Bhakti und präsentiert ein voll entwickeltes Lehrsystem, das seinen Ausgang mit der Bhagavad Gita nahm. Edwin Francis Bryant verweist auf die Tatsache, dass klassischer Yoga darauf abzielt, Verstand und Sinne herunterzufahren. Der Bhakti Yoga des Bhagavatpuranas lehrt jedoch, dass die Verstandestätigkeit transformiert wird, indem die Gedanken auf Krishna gerichtet werden. Neben verschiedenen didaktischen philosophischen Passagen beschreibt das Bhagavatapurana gemäß Freda Matchett einen Weg zur Befreiung (Moksha), der einfach darin besteht, den Geschichten zuzuhören, über sie nachzudenken und daraus entstehende Hingabe an Krishna mit anderen zu teilen. Die im Purana dargestellte Bhakti ist nicht nur eine überwältigende Gefühlswallung, sondern auch ein Lebensweg, der durchaus rationell ist und den es sorgsam zu pflegen gilt.

### Samkhya

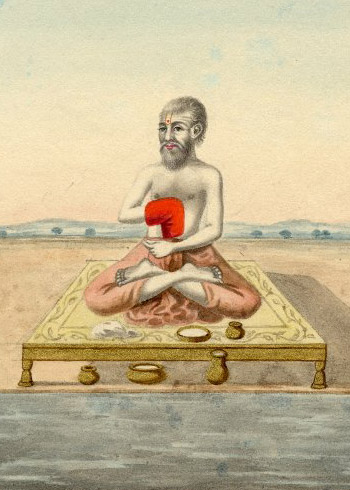
Kapila Muni

Surendranath Dasgupta sieht in der theistischen Philosophie des Samkhyas, so wie sie von Kapila gelehrt wurde, den dominierenden Einfluss im Bhagavatapurana. Daniel Sheridan weist darauf hin, dass Kapila im dritten Skandha als ein Avatara Vishnus beschrieben wird, der als Sohn des Weisen Kardama Muni geboren wurde, um das Wissen um Selbstverwirklichung und Befreiung mit seiner Mutter Devahuti zu teilen. Im elften Skandha unterweist Krishna Uddhava ebenfalls in Samkhya und beschreibt hierin die Welt als pure Illusion, da jeder selbst im Wachzustand nur am Träumen ist. Samkhya und Yoga sind daher laut Krishna der einzige Weg, um diesen Traum zu überwinden und schließlich ihn selbst zu erreichen. Sheridan stimmt mit Dasgupta überein, dass im Bhagavatapurana der Schwerpunkt des Samkhyas in Richtung Devotion verschoben ist und sich daher von anderen, mehr klassischen Samkhya-Schriften unterscheidet.

### Advaita
Sisir Kumar Das und auch Sheridan vertreten die Ansicht, dass sich das Bhagavatapurana häufig der Philosophie des Advaitas oder der nichtdualistischen Philosophie Adi Shankaras annähert. T. S. Rukmani fügt hinzu, das Prinzip der Befreiung (Moksha) werde als Einheit (Ekatva) und auch als Absorption bzw. intime Vereinigung (Sayujya) dargestellt, wobei der Einzelne vollständig ins Brahman (Selbst, Höchstes Wesen, wahre eigene Natur) eingetaucht ist. Laut Rukmani wird dadurch sowohl die Rückkehr der Einzelseele ins Absolute als auch ihr Verschmelzen mit dem Absolutem angezeigt – zweifellos ein Wesenszug im Advaita. Sheridan meint, dass das Bhagavatapurana zur Nichtdualität Adi Shankaras parallel läuft, wie das beispielsweise in den Versen 1.2.10 bis 1.2.11. anklingt:

„Das Ziel des Lebens besteht darin, die Wahrheit zu erfahren und nicht im Genuss himmlischer Freuden und in der Durchführung religiöser Zeremonien. Wer sich im Besitz der Wahrheit befindet, erkennt diese im Erfahren von Nichtdualität. Sie heißt gleichzeitig Brahman, das Höchste Selbst, als auch Bhagavan.“

Viele Gelehrte sind der Ansicht, dass diese Philosophie auf dem Nichtdualismus der Upanishaden gründet und bezeichnen sie als Advaita-Theismus. Hiermit vereinen sie die anscheinbar widersprüchlichen Auffassungen eines persönlichen Gottes, dem Verehrung dargebracht werden kann, mit der eines in der Schöpfung und im eigenen Selbst immanenten Gottes. In den Worten Sheridans ist Gott sehr wohl auch in uns selbst zugegen und daher nicht von unserem Selbst verschieden, gleichzeitig transzendiert er aber die Einschränkungen von spezifischer und zeitlicher Gebundenheit. Für Sheridan bietet der Advaita-Theismus auf die Frage, ob Gott transzendent oder immanent ist, eine sowohl als auch, gleichzeitig aber auch eine additive Lösung – eine wahrlich kreativer Moment in der Religionsgeschichte. Gott (Vishnu) und die individuelle Seele (Atman) in allen Lebewesen sind somit von gleicher Eigenschaft.
Für Bryant gründet der Monismus des Bhagavatapuranas zweifellos auf dem Fundament des Vedantas, unterscheidet sich aber dennoch vom Monismus Shankaras. Im Bhagavatapurana sind sowohl das empirische als auch das spirituelle Universum metaphysische Realitäten. Sie gehören zur selben Einheit, so wie Wärme und Licht beides sehr reelle aber unterschiedliche Manifestationen der Sonne sind. 

### Yoga

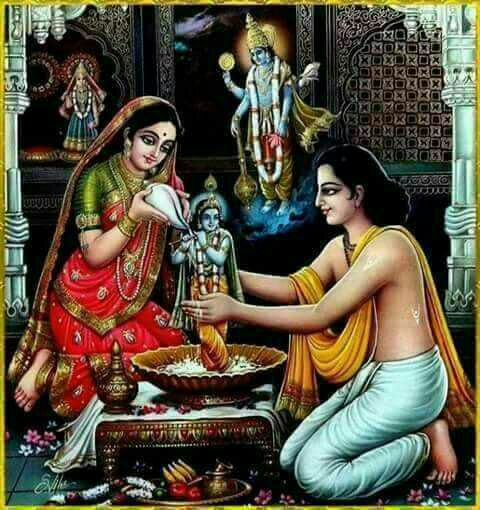
Bhakti Yoga

Rāma Karaṇa Śarmā ist der Ansicht, dass das Bhagavatapurana alle Schritte des Yogavorgangs beschreibt und dies als Bhakti charakterisiert, wobei die Betonung auf der spirituellen Zielsetzung liegt. Śarmā und auch Rukmani weisen darauf hin, dass der Text mehrere Adhyāyas dem Yoga widmet. In 10.11. beispielsweise wird erklärt, dass übernatürliche Kraft (Siddhi) durch die Konzentration des Geistes auf Krishna entsteht. Hierdurch wird das Konzept des persönlichen Gottes im Yogasutra des Patanjalis substituiert und gleichzeitig dem Standpunkt Patanjalis widersprochen, dass Siddhi ein mächtiges Hindernis auf dem Weg zum Samadhi darstelle.
Laut Rukmani beschreibt Shukadeva in anderen Adhyāyas verschiedene Meditationen über Aspekte Krishnas, die in gewisser Weise den Yogasutras ähneln. Dennoch vertritt Bryant die Ansicht, dass im Bhagavatapurana als Konzentrationsobjekt eindeutig Krishna empfohlen wird und Yoga mit Bhakti verquickt zur Einswerdung mit dem Göttlichen hinführt. Bryant beschreibt ferner die dem Bhagavatapurana zugrundeliegenden Ideen als Synthese:

„Die Philosophie des Bhagavatapuranas ist eine Vermischung von Vedanta-Terminologie, von Metaphysik aus dem Samkhya und hingebungsvoller Yogapraxis ... Im zehnten Skandha wird Krishna eindeutig als höchster, absoluter und persönlicher Aspekt Gottes dargestellt – die Persönlichkeit, die sich hinter dem Begriff Ishvara verbirgt und das Höchste Brahman repräsentiert.“

Dieser Standpunkt wird auch von Sheridan und Tracy Pintchman geteilt, wobei sie hinzufügen, dass die im Bhagavatapurana benutzte vedantische Sichtweise nicht-dualistisch ist und ihren reellen Ausdruck in der zu begegnenden Formenvielfalt findet.

### Dharma

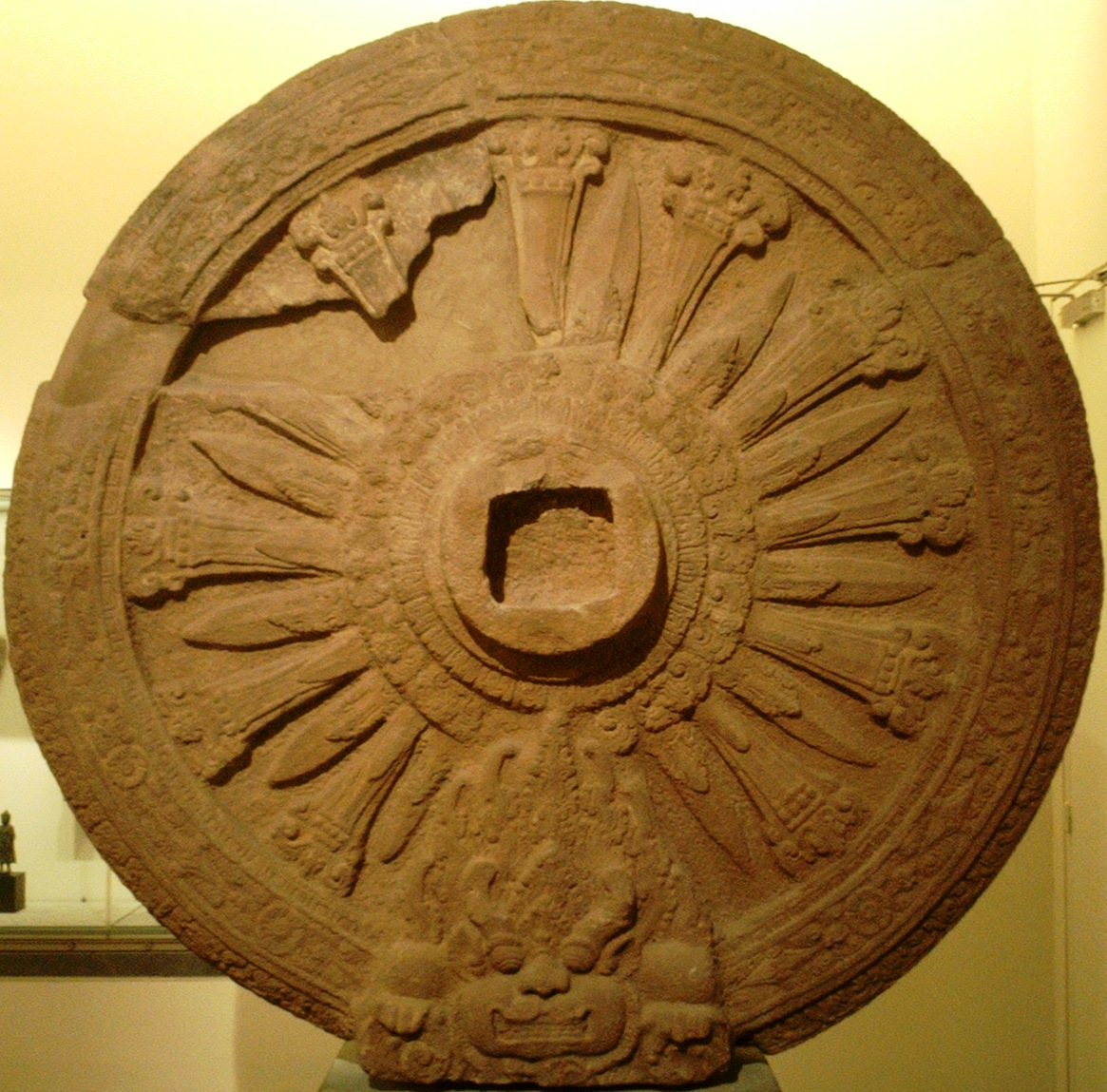
Das Rad des Dharmas

Gemäß Sisir Kumar Das verbirgt sich im Bhagavatapurana das Konzept des Dharmas, das aber mit dem Dharmabegriff der Veden rivalisiert. Das Dharma des Bhagavatapuranas impliziert, dass Bhakti letztendlich zum Wissen über das Selbst, zur Befreiung (Moksha) und zur Glückseligkeit führen wird. Der Begriff Bhakti wird erstmals in der Svetasvatara Upanishad im Vers 6.23. erwähnt. Gelehrte wie beispielsweise Friedrich Max Müller halten jedoch entgegen, dass Bhakti nur einmal in dieser Upanishade erwähnt wird – und das im Nachwort. Möglicherweise handelt es sich hierbei um einen späteren Zusatz. Aus dem Kontext ist ferner ersichtlich, dass es sich um eine panentheistische und nicht um eine theistische Vorstellung handelt.
Es herrscht mittlerweile Einigkeit unter den Gelehrten darüber, dass Bhakti eine postvedische Erscheinung ist, die sich hauptsächlich im Zeitalter der Puranas herausbildete. Norman Cutler ist der Ansicht, dass das Bhagavatapurana das Motiv Bhakti weiter verfeinert hat und es als Dharma ansieht, Verehrung ohne Hintergedanken darzubringen und gleichzeitig dabei eine freundliche Gesinnung allem gegenüber an den Tag zu legen. T. E. Sharma gibt zu denken, dass im Text sowohl intellektuelle als auch emotionelle Hingabe sowie Ideen aus dem Advaita eingearbeitet sind. 
Ravi Gupta und Kenneth Valpey bemerken, dass das Bhagavatapurana sich keinen vorgefertigten Ansichten über Gerechtigkeit oder Sittlichkeit ausliefert, sondern das Dharma je nach Kontext etabliert. Sie fügen hinzu, dass in einem positiven oder neutralen Kontext, ethisches und moralisches Verhalten auf jeden Fall einzuhalten sei. Im negativen Kontext, d. h. bei andauernder Exponiertheit gegenüber üblen Einflüssen, gilt es zu fördern, was die Stärke schädlicher und vergiftender Umstände reduziert. Des Dharmas goldener Standard ist allein die Motivation, die Anspornung und die Entfaltung von Bhakti.

## Bedeutung

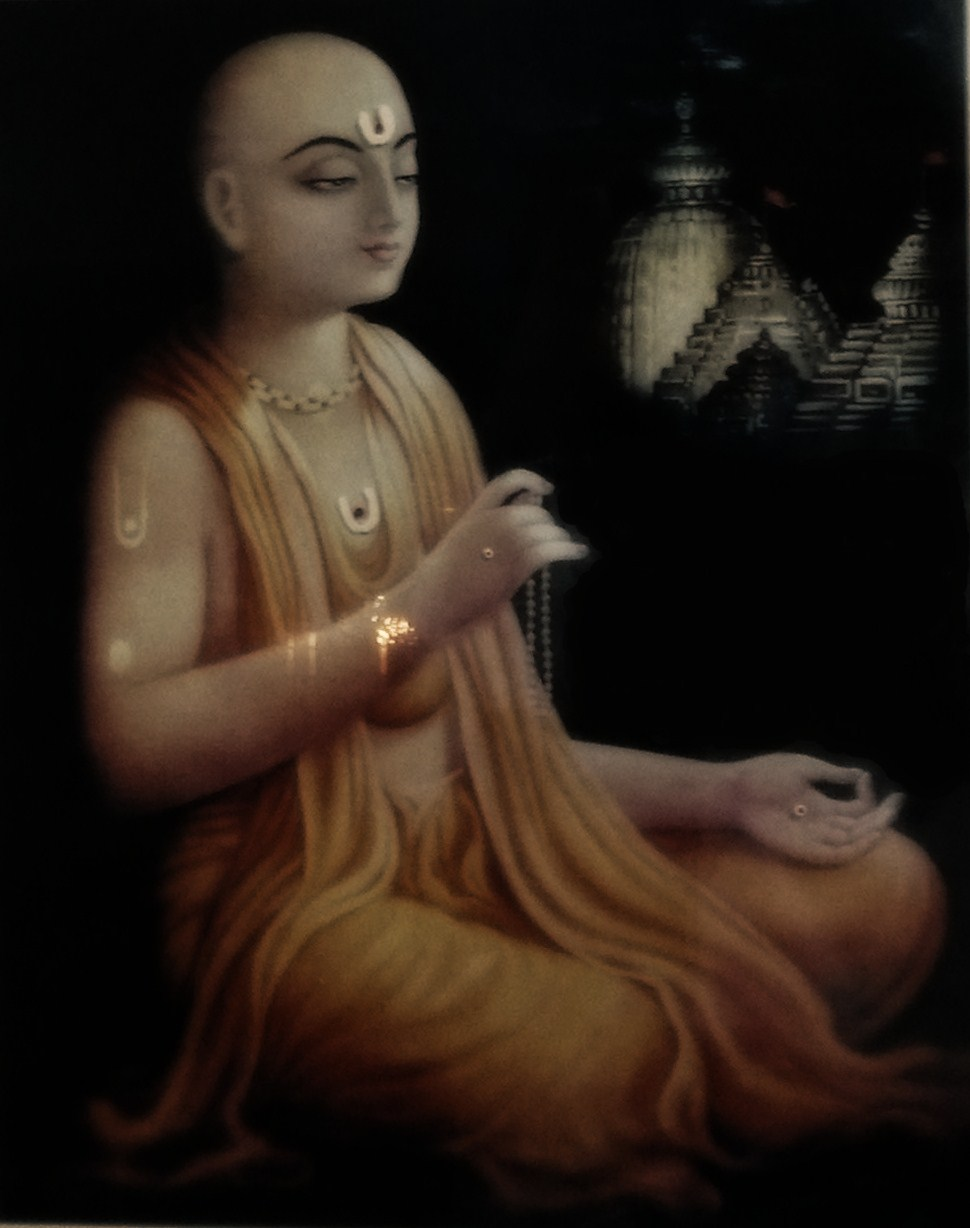
Chaitanya Mahaprabhu

### Im Vishnuismus
Das Bhagavatapurana hat bei den Gaudiya Vaishnavas eine bedeutende Rolle für die Entstehung der Krishna-Bhakti gespielt, welche ihren Ausdruck in der Bewegung Chaitanyas (1486 bis 1534) in Bengalen fand. Der Glaube, dass Chaitanya ein Avatara Krishnas ist, findet seine schriftliche Bestätigung in Versen wie beispielsweise

„Im Zeitalter des Kali treffen sich intelligente Menschen zu gemeinschaftlichem Singen, um die göttliche Inkarnation (Krishna Chaitanya) zu verehren. Dieser chantet ununterbrochen die Namen Krishnas. Und auch wenn seine Hauttönung nicht dunkel ist, so ist er dennoch Krishna selbst. Begleitet wird von seinen Geweihten, Dienern, rituellen Waffen und Vertrauten.“

Wegen seiner goldenen Hautfärbung wird Chaitanya gewöhnlich auch als Gauranga angesprochen. bekannt wurde er vor allem durch die Verbreitung des Hare-Krishna-Mantras. Auch wenn er im Bhagavatapurana nicht explizit als Avatara (wie beispielsweise Kalki) aufgeführt wird, erklärt dies Swami Parbhupada in seiner Übersetzung wie folgt:

„Mein Herr, dergestalt erscheinst als Mensch, als großer Heiliger, als Halbgott, als Fisch oder als Schildkröte und erhältst dadurch die gesamte Schöpfung. In den unterschiedlichsten Planetensystemen vernichtest du dämonische Prinzipien. Oh Herr, ja nach Zeitalter beschützst du die Fundamente der Religion. Im Kali-Yuga jedoch manifestierst du dich nicht als Persönlichkeit Gottes und wirst deswegen auch als Triyuga tituliert, da du nur in den drei vorangegangenen Zeitaltern persönlich zugegen bist.“

Schlüsselwort für die Inkarnation Krishnas im Kali-Yuga ist in diesem Vers channaḥ (छन्न):, das verborgen, geheimnisvoll oder verkleidet bedeutet. Unter Gaudiya Vaishnavas wird Chaitanya als versteckter Avatara Krishnas angesehen, welcher im Kali-Yuga (bekannt auch als Eisenzeitalter oder Zeitalter des Streits) als sein eigener Geweihter erschien, um aufzuzeigen, wie Gottesbewusstsein am einfachsten zu erlangen sei. Moderne Gaudiya-Bewegungen wie die Gaudiya Math (die von Bhaktisiddhanta Sarasvati im Jahr 1920 gegründet und dann von anderen Schülern fortgesetzt wurde), ISKCON (gegründet von A. C. Bhaktivedanta Prabhupada im Jahr 1966) und die Sri Chaitanya Saraswat Math (gegründet von Bhakti Rakshak Sridhar im Jahr 1941), können ihre jeweiligen Schülernachfolgen direkt bis auf Chaitanya Mahaprabhu zurückverfolgen.

### Im Jainismus

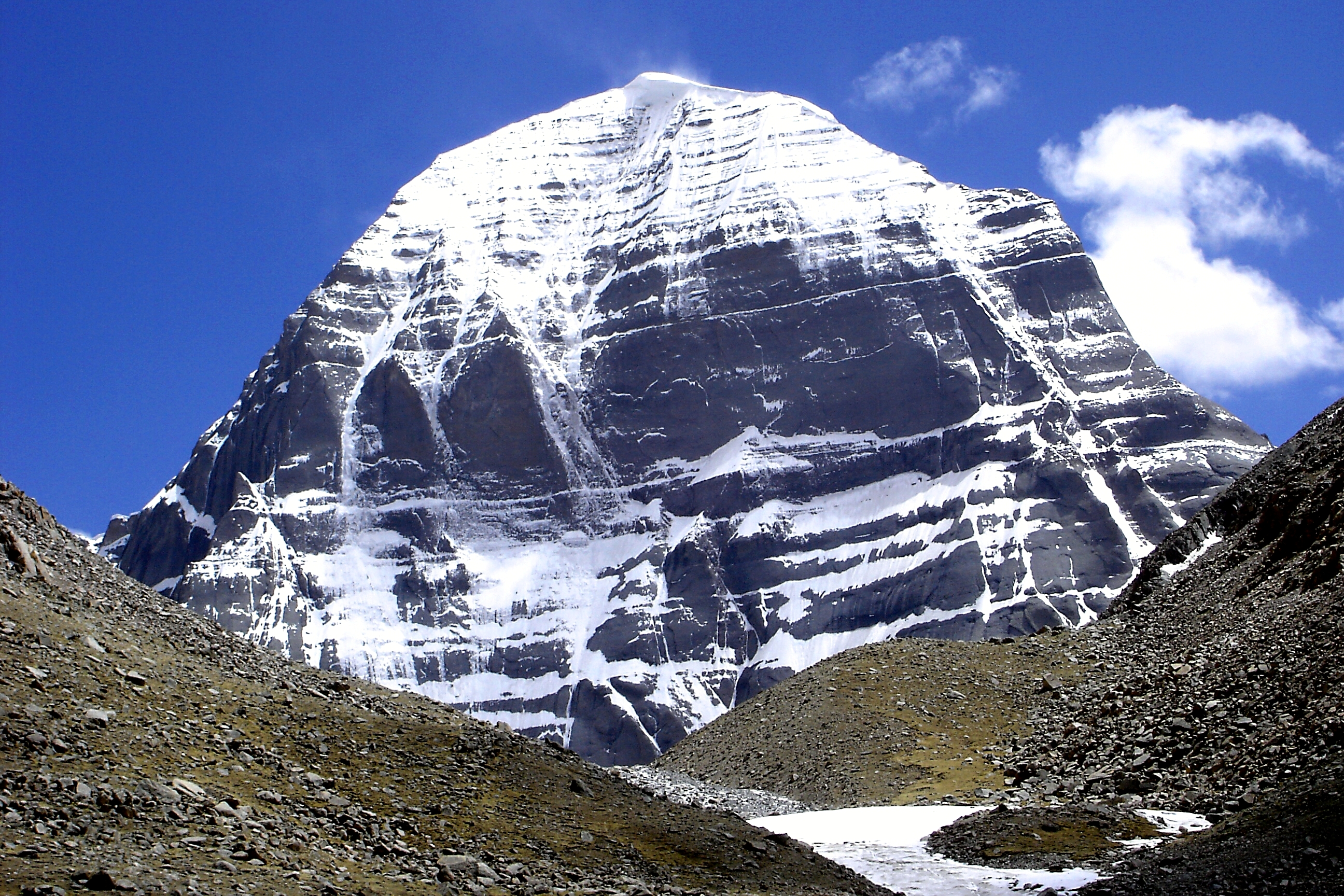
Nordseite des Kailash, dem Nirvana Rishabas

Für den Jainismus ist der fünfte Skandha des Bhagavatapuranas von Bedeutung, da er Legenden über Rishaba, den ersten Tirthankara, enthält. Rishaba war ein Avatara von Vishnu. Ferner wird sein Vater Nabhi als einer der Manus angeführt und auch seine Mutter Marudevi findet Erwähnung. Selbst auf die 100 Söhne Rishabas wird eingegangen, darunter Bharata, nach dem Indien benannt ist (Bhāratavarṣa).

### Im Buddhismus
Auch dem Buddhismus wird in der Person des Buddha gehuldigt, welcher als Avatara Vishnus beschrieben wird. Geschichten über den Buddhismus sind im Bhagavatapurana aber ambivalent, da sie von Ehrenbezeugungen bis hin zur Polemik reichen. Zuletzt werden buddhistische Prophezeiungen erwähnt, welche angeblich die Lehren der Veden verzerren, falsch darstellen und für Verwirrung sorgen sollen.

### In der indischen Kunst

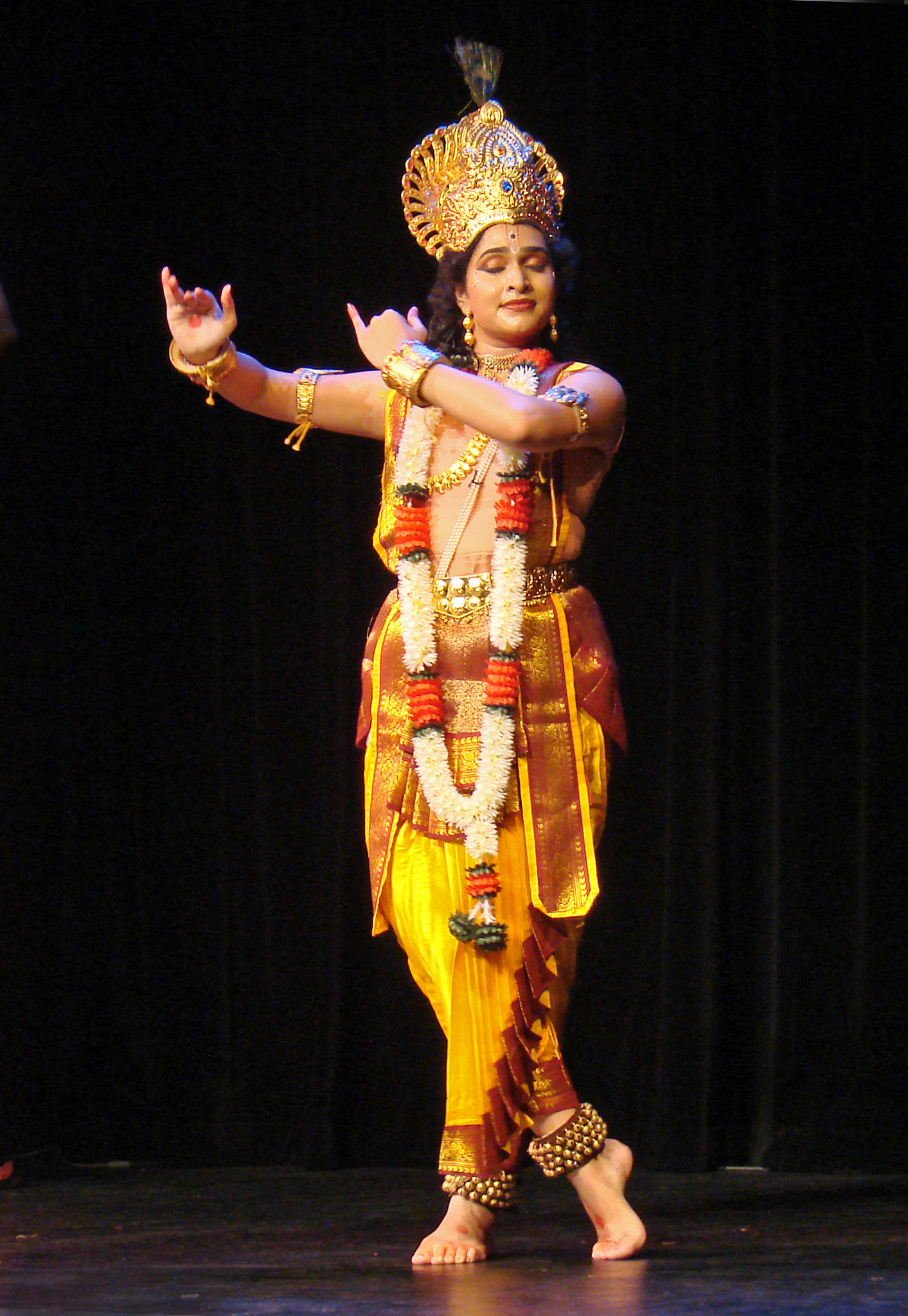
Kuchipudi-Tänzerin imitiert Krishna

In der historischen Entwicklung des indischen Theaters, der Musik und des Tanzes spielte das Bhagavatapurana eine Schlüsselrolle, insbesondere für das Tanztheater Ras lila. Hierbei handelt es sich um dramatische Inszenierungen der Spiele Krishnas. Manche Verse haben ihrerseits wiederum eine sekundäre Theaterliteratur beeinflusst, wie beispielsweise die Erotik des Gedichts Gitagovinda. Der indische Tanz und das Musiktheater finden ihre Ursprünge im Samaveda und in den Texten des Natyashastras, dennoch haben das Bhagavatapurana und andere auf Krishna bezogene Werke wie das Harivamsha und das Vishnupurana zahlreiche choreographische Themen stark beeinflusst.
Viele Ras-Spiele dramatisieren Episoden des Rasa Panchadhyayis (Fünf Kapitel des himmlischen Tanzes – 10.29. bis 10.33. des Bhagavatapuranas). Theateraufführungen werden im Bhagavatapurana eindeutig befürwortet, da sie der Verbreitung des Glaubens förderlich sind (siehe 11.11.23. und 11.11.36., 11.27.35 und 11.27.44. usw.) Hieraus entstanden sodann über ganz Indien verschiedene Theaterstile, die alle Krishna im Mittelpunkt haben. Der zehnte Skandha wird als Inspiration vieler klassischer indischer Tanzstile wie Kathak, Odissi, Manipuri und Bharatanatyam angesehen. Bryant fasst dies wie folgt zusammen:

„Das Bhagavatapurana stellt ein herausragendes Werk der Sanskritliteratur dar. Wesentlich wichtiger ist jedoch sein bedeutender Einfluss auf Sekundärliteratur, auf Dichtkunst, auf das Drama, auf den Tanz und auf das Theater. Kein anderes Werk in der Geschichte der Sanskritliteratur – mit Ausnahme des Ramayanas – hat eine derartige Wirkung entfaltet.“

Im religiösen Ritualtheater heißen bhagavata die männlichen Darsteller üblicherweise brahmanischer Herkunft. Bhagavata Mela ist ein religiöses Tanzdrama zu Ehren Vishnus, das nur in drei Dörfern nahe der südindischen Stadt Thanjavur aufgeführt wird.

## Entstehungsdatum
Das genaue Entstehungsdatum des Bhagavatapuranas liegt im Dunkeln. Meist wird das 8. bis 10. Jahrhundert n. Chr. angenommen, wird aber von einigen Gelehrten ins 6., ja sogar bis ins 1. Jahrhundert n. Chr. zurückverlagert. Das Purana selbst gibt an, dass die Unterweisung Parikshits vor 5.000 Jahren erfolgte und dass es seit diesem Zeitpunkt von den Gottgeweihten mündlich überliefert und bis auf den heutigen Tag rezitiert und gechantet wurde.

## Kommentare
Das Bhagavatapurana ist eine der meist kommentierten literarischen Schöpfungen Indiens. Bezeichnend ist folgender Sanskrit-Spruch: vidyā bhāgavatāvadhi – das Bhagavatapurana stellt das äußerste Limit persönlichen Lernens dar. Es hat daher über die Jahrhunderte eine Unmenge von Kommentatoren aus unterschiedlichen Schulen von Krishna-Anhängern angezogen. Allein in Sanskrit existieren über 80 mittelalterliche Bhāṣyas (Kommentare und Revisionen) und noch weitaus mehr in anderen indischen Sprachen. Der bisher älteste bekannte Kommentar ist das Tantra-Bhagavata aus dem Pancharatra.

## Übersetzungen
Das Bhagavatapurana wurde nahezu in sämtliche Sprachen Indiens übertragen. Es war außerdem das erste der Puranas, das je in eine europäische Sprache übersetzt wurde – und zwar als französische Übersetzung einer Ausgabe in Tamil im Jahr 1788. Hierdurch wurden im Zeitalter des Kolonialismus viele Europäer überhaupt erstmals mit Hinduismus und dessen Kultur des 18. Jahrhunderts vertraut gemacht.

„नामसङ्कीर्तनं यस्य सर्वपापप्रणाशनम्
प्रणामो दुःखशमनस्तं नमामि हरिं परम्“

„nāma-saṅkīrtanaṁ yasya sarva-pāpa praṇāśanam
praṇāmo duḥkha-śamanas taṁ namāmi hariṁ param“

„Ich erweise meine Ehrerbietungen dem Höchsten Herrn. Das gemeinschaftliche Singen Seines heiligen Namens wäscht sämtliche Sünden fort. Wer sich vor ihm verneigt, dessen Leiden werden ein sicheres Ende finden.“

„ॐ नमो भगवते वासुदेवाय“